# Historia militar de China antes de 1911
La Historia militar de China antes de 1911 está registrada desde aproximadamente el 2200 a. C. hasta la actualidad. Los chinos fueron pioneros en el uso de ballestas, en la estandarización metalúrgica de las armas y armaduras, en las primeras armas de pólvora y en otras armas avanzadas, pero también adoptaron la caballería nómada y tecnología militar occidental. Los ejércitos chinos también se beneficiaron de un sistema logístico avanzado, así como de una rica tradición estratégica, empezando por la obra de Sun Tzu El arte de la guerra, que influyó profundamente en el pensamiento militar.

## Historia de la organización militar
La historia militar de China se extiende desde aproximadamente el 2200 a. C. hasta la actualidad. Los ejércitos chinos eran avanzados y poderosos, sobre todo después del periodo de los Estados Guerreros.[cita requerida]Estos ejércitos tenían el doble objetivo de defender a China y a sus pueblos súbditos de los intrusos extranjeros, y de ampliar el territorio y la influencia de China en Asia.

### Estado de preguerra
Los primeros ejércitos chinos eran relativamente pequeños. Compuestos por levantes campesinos, normalmente siervos dependientes del rey o del señor feudal de su Estado, estos ejércitos estaban relativamente mal equipados. Aunque las fuerzas militares organizadas habían existido junto con el estado, se conservan pocos registros de estos primeros ejércitos.  Estos ejércitos se centraban en la nobleza de los carros, que desempeñaban un papel similar al de los caballeros europeos, ya que eran la principal fuerza de combate del ejército. Las armas de bronce, como las lanzas y las espadas, eran el equipo principal tanto de la infantería como de los aurigas. Estos ejércitos estaban mal entrenados y mal abastecidos, por lo que no podían hacer campaña durante más de unos meses y a menudo tenían que abandonar sus logros por falta de suministros. Los caballeros shi tenían un estricto código de caballerosidad. Durante las épocas de la Dinastía Shang y de la Dinastía Zhou occidental, la guerra se consideraba un asunto aristocrático, con protocolos que pueden compararse con los de la caballería medieval del caballero europeo. Los estados no atacarían a otros estados mientras lloran a su gobernante. Las casas gobernantes no serían exterminadas por completo para que los descendientes pudieran honrar a sus antepasados. Ejemplos de este código de guerra son la batalla de Zheqiu, en el año 420 a. C., en la que el shi Hua Bao disparó y falló a otro shi Gongzi Cheng, y justo cuando iba a disparar de nuevo, Gongzi Cheng dijo que era poco caballeroso disparar dos veces sin permitirle devolver un tiro. Hua Bao bajó su arco y posteriormente murió de un disparo, o en el 624 a. C., cuando un shi deshonrado del Estado de Jin dirigió una carga suicida de carros para redimir su reputación, cambiando el rumbo de la batalla. En la batalla de Bi, en el año 597 a. C., las fuerzas de carros que huían de Jin quedaron empantanadas en el barro, pero las tropas enemigas que las perseguían se detuvieron para ayudarlas a desalojarlas y les permitieron escapar. Durante el período de Primaveras y Otoños (771-479 a. C.), el duque Xiang de Song, cuando se le aconsejó que atacara a las fuerzas enemigas de Chu mientras el ejército enemigo estaba vadeando un río, se negó y esperó a que el ejército de Chu formara. Después de que Xiang perdiera la batalla y fuera reprendido por sus ministros de guerra, respondió "El caballero no inflige una segunda herida, ni captura a los que tienen canas. En las campañas, los antiguos no obstruían a los que estaban en un paso estrecho. Aunque no sea más que el remanente de un estado destruido, no tamborilearé un ataque cuando el otro bando aún no haya formado sus filas." Su ministro replicó: "Mi señor no conoce la batalla. Si el poderoso enemigo se encuentra en un desfiladero o con sus filas no formadas, este es el cielo que nos asiste", lo que significa que en el período de Primaveras y Otoños tales actitudes sobre el honor caballeresco estaban desapareciendo.
Bajo las Dinastía Shang y Dinastía Zhou, estos ejércitos fueron capaces de expandir el territorio y la influencia de China desde una estrecha parte del valle del río Amarillo hasta toda la llanura del norte de China. Equipados con armas de bronce, arcos y armaduras, estos ejércitos obtuvieron victorias contra los sedentarios Dongyi al este y al sur, que fueron las principales direcciones de expansión, así como la defensa de la frontera occidental contra las incursiones nómadas de los Xirong. Sin embargo, tras el colapso de la dinastía Zhou en el año 771 a. C., cuando los Xirong capturaron su capital Haojing, China se derrumbó en una plétora de pequeños estados, que guerreaban frecuentemente entre sí. La competencia entre estos estados acabaría produciendo los ejércitos profesionales que marcaron la era imperial de China.

#### Prehistoria y dinastía Shang

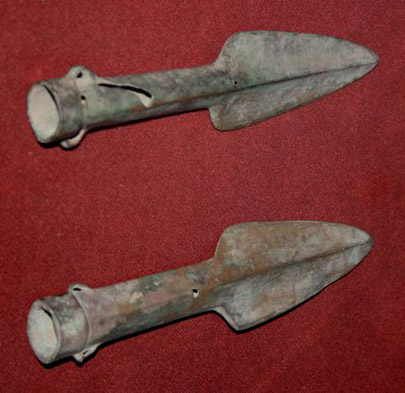
Puntas de lanza de bronce de la dinastía Shang

Las ciudades chinas de la primera Edad de Bronce se caracterizaban por sus enormes murallas defensivas. Los talleres de bronce de la cultura de Erlitou probablemente le dieron una ventaja decisiva sobre los grupos competidores. Los ejércitos eran probablemente relativamente ineficaces debido a la prevalencia de las extensas fortificaciones, aunque la cultura de Erlitou probablemente tuvo éxito en romperlas ocasionalmente ya que fueron capaces de ampliar el área de su control. A partir del tercer milenio a. C. y durante todo el segundo milenio a. C., existe una correlación entre el estatus de élite y el estatus militar en los objetos de las tumbas.
Los shi ascendieron al poder gracias a su control de la nueva tecnología de la Edad del Bronce. A partir del 1300 a. C., los shi pasaron de ser caballeros a pie a ser principalmente arqueros de carros de combate, luchando con compuesto curvo, una espada de doble filo conocida como jian, y armadura.
Los asuntos militares tenían una alta prioridad en la dinastía Shang y la élite Shang era una clase guerrera dirigida por jefaturas basadas en clanes. Los valores marciales y la actividad física robusta eran necesidades de la cultura Shang. Al igual que las clases guerreras de otros lugares, el rey concedía tierras como recompensa por los éxitos militares y las rescataba en caso de fracaso. Incluso el último emperador Shang, Xin, supuestamente decadente, tenía fama de tener una gran capacidad de lucha física. En contra de las suposiciones pacifistas de los estudiosos posteriores que escriben sobre los Shang, éstos consideraban claramente que el ejército era primordial y las funciones civiles, subordinadas. Los reyes Shang asumían las funciones de comandante en jefe, ministro de Defensa y comandante de campo, mientras que a los miembros de la familia real, a los miembros de otros clanes nobles y a los altos funcionarios también se les delegaba el mando en el campo de batalla. Al igual que los antiguos griegos, los Shang se basaban en la adivinación para tomar decisiones sobre la acción militar. El "Shi", o ejército, era ya una unidad diferenciada, y también se utilizaba como título prefijado para designar a los generales. La Lü o brigada también era una unidad de combate común, al igual que la hang o línea. Los ejércitos del campo de batalla se organizaban en izquierda, derecha y centro. La especialización de los nombramientos militares ya era evidente bajo la dinastía Shang. El Shi zhang o jefe de los ejércitos, puede haber sido un título funcional en el período posterior, donde la organización militar se había formalizado mucho. Había puestos claramente definidos, como el de ma (caballo), ya (comandante), fu ("carcaj"), she (arquero), wei (protector), ch'üan (perro) y shu (protección de fronteras), con el prefijo tuo (muchos), que indica un estatus superior, y mou para "planificación". El descubrimiento de múltiples carros en tumbas, así como de tumbas compuestas enteramente por caballos y carros, demuestra que el carro se utilizaba en la batalla y no sólo como transporte de prestigio. Los oficiales a caballo parecían ser especialmente valorados y desempeñaban un papel de mando destacado debido a la importancia del caballo en la guerra. Los Shang, bajo el mando de Wu Ding, se apresuraron a establecer un dominio sobre los enemigos derrotados, como los estados de Que, Zhi y Yue, aprovechando su mano de obra para avanzar en sus conquistas sin gastar sus propios recursos. Las alianzas matrimoniales se utilizaban para asegurar la lealtad de los estados sometidos, y los vasallos sometidos a veces recibían altos cargos en el gobierno Shang. Los guerreros de los Yi (bárbaros) del sur se integraban en las unidades de los Shang debido a sus habilidades de arquería.
Aunque los Shang dependían de las habilidades militares de su nobleza, los gobernantes Shang podían movilizar a las masas de plebeyos de la ciudad y de las zonas rurales como trabajadores y soldados conscriptos tanto para campañas de defensa como de conquista. Los aristócratas y otros gobernantes estatales estaban obligados a dotar a sus guarniciones locales de todo el equipo, las armaduras y el armamento necesarios. El rey Shang mantenía una fuerza de unos mil soldados en su capital y la dirigía personalmente en la batalla.
A partir del reinado de Wu Ding, el número de guerreros permanentes aumentó y el reclutamiento de zhongren (plebeyos), que originalmente desempeñaba un papel de apoyo, se convirtió en algo mucho más común y en un papel importante en el ejército a medida que el tamaño del ejército se ampliaba. Sin embargo, los clanes guerreros seguían siendo el núcleo del ejército. Se organizó un sistema de información militar muy eficiente que abarcaba cientos de kilómetros, con una red de barcos, carros, corredores y jinetes apoyados por pensiones y albergues estatales muy dispersos. Había un sistema de tambores y posiblemente también de señales de fuego para señalar los ataques del enemigo. La planificación militar ya estaba desarrollada, con la evaluación de la fuerza del enemigo, las opciones estratégicas, las rutas de avance y las necesidades de transporte y logística. Se ordenaban campañas militares para obtener la sumisión de los estados vecinos, y otras estaban destinadas a exterminar a los estados enemigos. Se utilizaban tácticas rudimentarias de toma de posiciones ventajosas, concentración de fuerzas en puntos clave y logro de la sorpresa mediante, por ejemplo, emboscadas o reconocimientos. El tiro con arco era muy apreciado y los oficiales ya se encargaban de entrenar a los soldados en el tiro con arco. Según las pruebas arqueológicas, los arcos de reflejo de la época tenían la fuerza necesaria para atravesar el hueso. Las principales armas cuerpo a cuerpo eran las hachas-daga y las hachas de guerra.
Tanto los aristócratas como los plebeyos luchaban con hachas, lanzas, arcos y hachas-dagas, con la diferencia de que los aristócratas disponían de armas de mejor calidad y armaduras más completas. La guerra se transformó durante el periodo Shang. Los aristócratas pasaron de luchar a pie a hacerlo desde carros, y la arquería se desarrolló gracias a la introducción del arco compuesto. Los altos niveles de entrenamiento requeridos hicieron que la guerra estuviera más estratificada socialmente y con un mayor grado de diferenciación por sexos.
Las enormes fortificaciones de las ciudades desaparecieron a finales del periodo Shang, coincidiendo con el auge del carro.

#### Período de la Dinastía Zhou occidental y periodo dePrimaveras y otoños

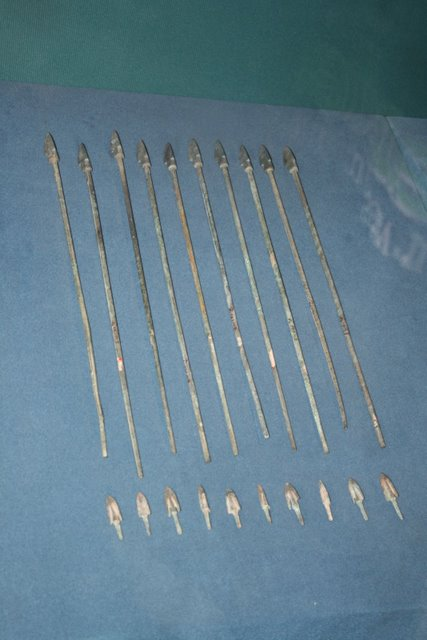
Flechas de bronce del período Primaveras y otoños.

Si bien los carros se habían utilizado anteriormente en las batallas, sólo en la dinastía Zhou Occidental se utilizaron en gran número. La conquista de los Shang por parte de los Zhou puede estar relacionada con el uso del carro. Bajo los Shang, los carros eran extremadamente ornamentados, utilizados por la élite de alto rango como plataformas de mando y tiro con arco, pero bajo los Zhou los carros eran más simples y comunes. Se calcula que la proporción entre carros y soldados de a pie en la época Shang era de 1 a 30, mientras que en la época Zhou se estima que era de 1 a 10. Sin embargo, esta proporción seguía siendo limitada en comparación con la proporción de 1 a 5 del antiguo Egipto.
El ejército real de los Zhou occidentales constaba de dos divisiones, los Seis Ejércitos del Oeste (西六師), con base en la capital de los Zhou en el valle del río Wei, y los Ocho ejércitos de Chengzhou (成周八師) con base en la capital oriental Chengzhou.
La presencia de los Ocho Ejércitos estacionados en Oriente tenía como objetivo mantener a raya a los estados regionales. A diferencia de los Shang, los Zhou estaban decididos a imponer su gobierno sobre los pueblos subyugados. Estos estados regionales fueron asignados originalmente a los miembros de la familia real para vigilar a los pueblos Shang conquistados, pero poco a poco se fueron alejando de la autoridad real. La ayuda militar que los estados regionales prestaban a los Zhou dependía de la cooperación de los gobernantes locales y de la capacidad del rey.
El mando militar se dividía según el rango aristocrático, y el poder se repartía entre los señores feudales. Los estados vasallos tenían derecho a fuerzas militares más pequeñas, paralelas a las de la corte real; los estados grandes tenían derecho a 3 ejércitos, los medianos a 2 y los pequeños a 1. Los ministros de alto rango también tenían sus ejércitos personales, limitados a 100 jinetes, y también se esperaba que participaran en campañas militares y feudos, como la función ministerial taishi. Sin embargo, aparte del escalón más alto de la dirección, los puestos oficiales más bajos empezaban a separarse según criterios civiles y militares. El cargo de huchen estaba al mando de las defensas de infantería de la corte real, los shishi eran los comandantes de las guarniciones de las ciudades locales, mientras que sima era el título genérico utilizado por los funcionarios de todos los niveles del ejército, encargados del reclutamiento militar y los impuestos. Los soldados eran reclutados entre los habitantes de las ciudades, que consistían en los clanes de la clase dirigente Zhou, y debían servir una de cada cuatro estaciones del año. Los nobles formaban el núcleo de los carros de guerra del ejército Zhou.
El cuarto rey, Zhao de Zhou (975-957 a. C.) sufrió una severa derrota en la batalla contra el Estado de Chu en el río Han, donde se perdieron todos los Seis Ejércitos del Oeste y tuvieron que ser reconstruidos. Esto condujo al fin del dominio de Zhou, ya que los oponentes comenzaron a envalentonarse y a desafiar su fuerza con frecuencia.
En el periodo de Primaveras y otoños, el tiro con arco pasó de los disparos dirigidos a las descargas masivas. A finales del período de Primaveras y otoños la caballería había aparecido en el campo de batalla, y el carro volvería gradualmente a ser una plataforma de mando en el curso del subsiguiente período de los Estados en Guerra.

### Warring States

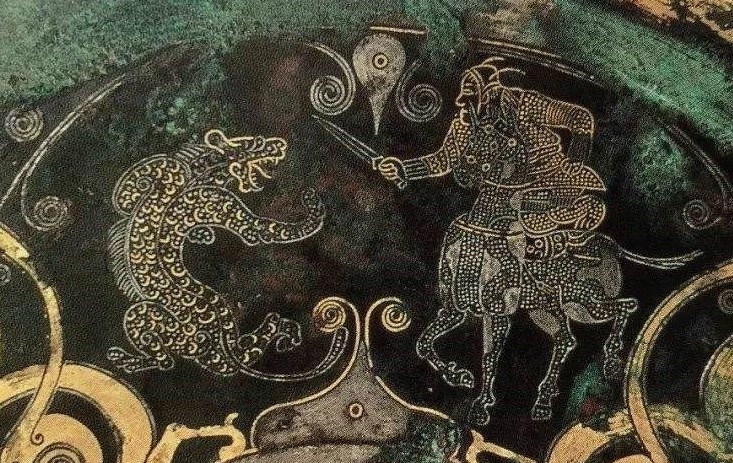
A horse-rider fighting a tiger, depicted on a gilded mirror discovered in Jincun, Luoyang.

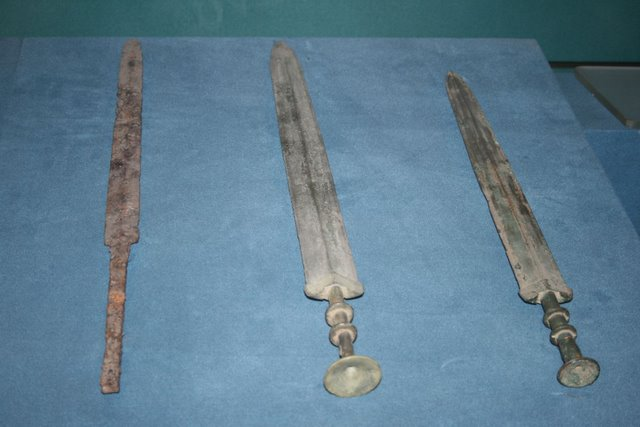
An iron sword and two bronze swords from the Warring States period (403–221 BC)

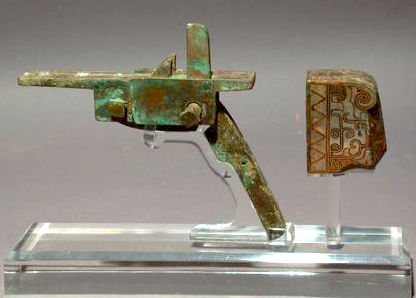
A bronze crossbow mechanism with a butt plate, from the late Warring States to early Han Dynasty (202 BC – 220 AD)

En la época de los Estados Guerreros se iniciaron reformas que abolieron el feudalismo y crearon estados poderosos y centralizados. Se frenó el poder de la aristocracia y, por primera vez, los generales profesionales fueron nombrados por sus méritos y no por su nacimiento. Los avances tecnológicos, como las armas de hierro y las ballestas, dejaron fuera de juego a la nobleza de los carros y favorecieron a los grandes ejércitos profesionales permanentes, que estaban bien abastecidos y podían librar una campaña sostenida. El tamaño de los ejércitos aumentó; mientras que antes del 500 a. C. los ejércitos de campaña chinos se contaban por decenas de miles, en el 300 a. C. los ejércitos incluían regularmente hasta un par de cientos de miles de soldados reclutados, acompañados por la caballería. Por ejemplo, durante la batalla de Changping el estado de Qin reclutó a todos los varones mayores de 15 años. Aunque estos reclutas, con uno o dos años de entrenamiento, no podían competir individualmente con guerreros aristocráticos con años de experiencia, lo compensaban con una estandarización, disciplina, organización y tamaño superiores. Aunque la mayoría de los soldados eran reclutas, también era habitual seleccionar a los soldados en función de unas cualificaciones específicas. El consejero confuciano Xun Zi afirmaba que a los soldados de a pie del estado Wei se les exigía llevar armadura y casco, cargar con una ballesta con cincuenta flechas, atar una lanza y una espada, llevar raciones para tres días y marchar 50 kilómetros en un día. Cuando un hombre cumplía este requisito, su hogar quedaba exento de todas las obligaciones laborales de la corvée. También se le concedían beneficios fiscales especiales sobre la tierra y la vivienda. Sin embargo, esta política hizo que los soldados del estado de Wei fueran difíciles de reemplazar.
Además, se introdujo la caballería. El primer uso registrado de la caballería tuvo lugar en la batalla de Maling, en la que el general Pang Juan de Wei condujo su división de 5.000 soldados de caballería a una trampa de las fuerzas de Qi. En el 307 a. C., el rey Wuling de Zhao ordenó la adopción de vestimenta nómada para entrenar a su propia división de arqueros de caballería.
En el campo de la planificación militar, se abandonaron las sutilezas de la guerra caballeresca en favor de un general que, idealmente, fuera un maestro de la maniobra, la ilusión y el engaño. Debía ser implacable en la búsqueda de la ventaja, y un organizador en la integración de las unidades a su cargo.

### Qin–Han

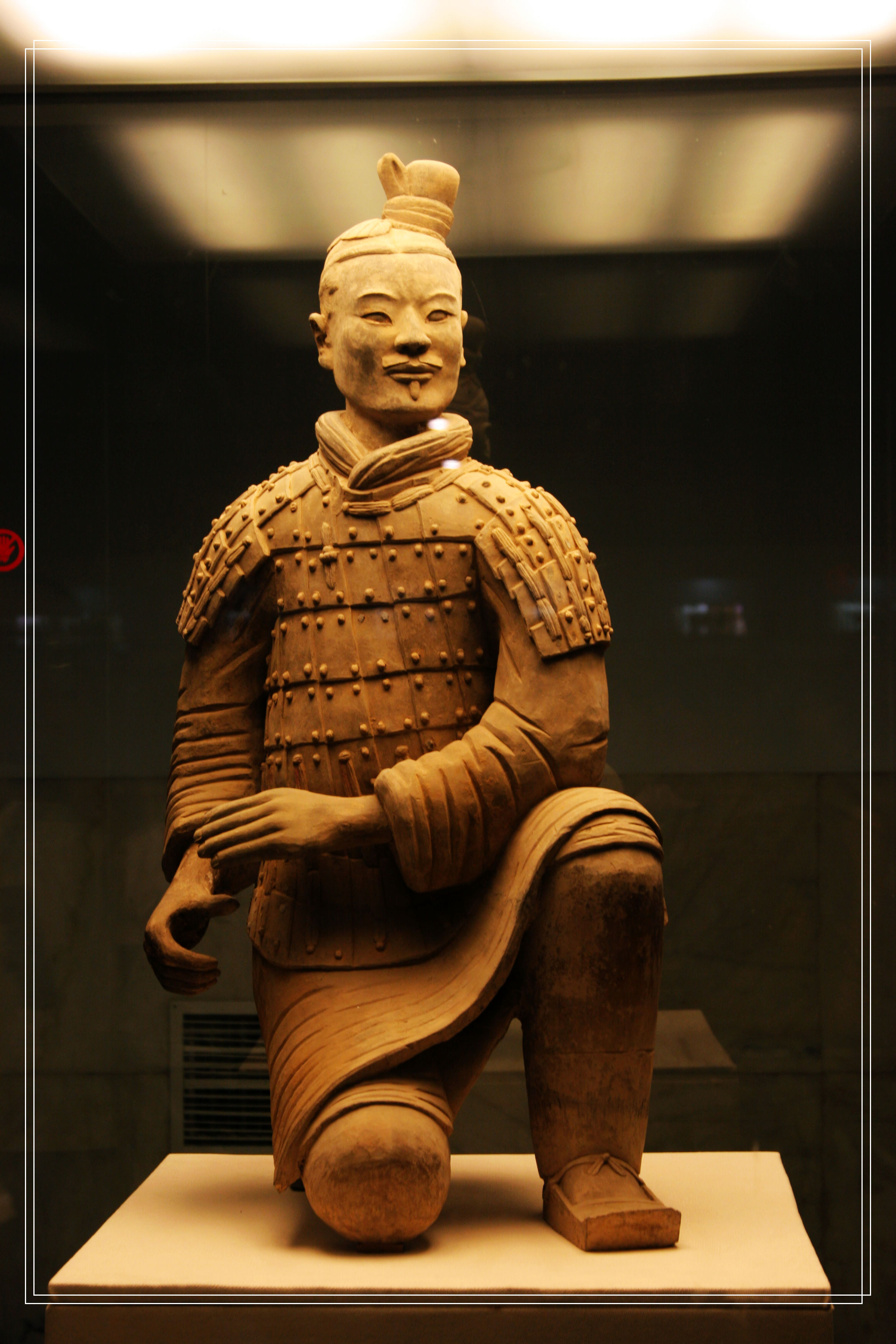
Un ballestero arrodillado del Ejército de Terracota reunido para el complejo de tumbas de Qin Shi Huang (r. 221–210 BC)

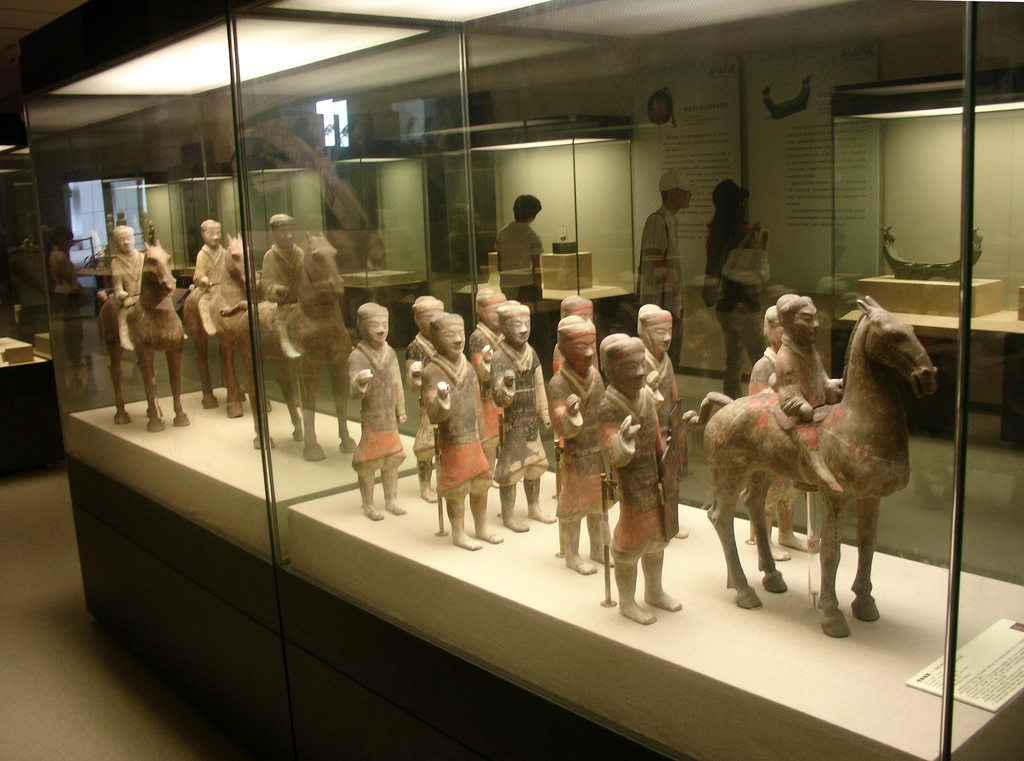
Esculturas de cerámica de la infantería y caballería de la dinastía Han (202 BC – 220 AD)

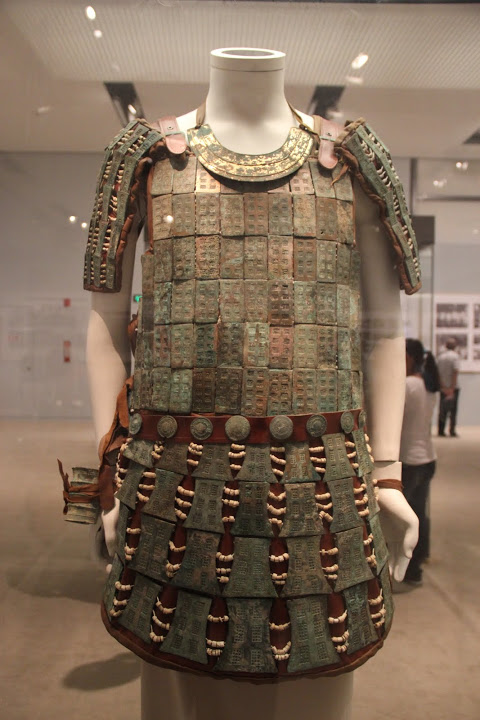
Armadura de bronce de la época de la dinastía Han

En el año 221 a. C., los Qin unificaron China e iniciaron la Era Imperial de la historia china. Aunque sólo duró 15 años, Qin estableció instituciones que durarían milenios. Qin Shi Huan, titulándose a sí mismo como el "Primer Emperador de China", estandarizó los sistemas de escritura, los pesos, la moneda e incluso la longitud de los ejes de los carros. Para reducir las posibilidades de rebelión, hizo ilegal la posesión privada de armas. Para aumentar el rápido despliegue de las tropas, se construyeron miles de kilómetros de carreteras y canales que permitían a los barcos recorrer largas distancias. Durante el resto de la historia de China, un imperio centralizado fue la norma.
Durante la dinastía Qin y su sucesora, la Han, los ejércitos chinos se enfrentaron a una nueva amenaza militar, la de confederaciones nómadas como los Xiongnu en el norte. Estos nómadas eran rápidos arqueros a caballo que tenían una importante ventaja de movilidad sobre las naciones asentadas del sur. Para contrarrestar esta amenaza, los chinos construyeron la Gran Muralla china como barrera contra estas incursiones nómadas, y también utilizaron la diplomacia y los sobornos para preservar la paz. Aunque el general Qin Meng Tian expulsó a los Xiong-nu de la región de Ordos, éstos recuperaron el poder bajo el gobierno de Maodun. Maodun conquistó la Hu oriental y expulsó a las tribus Yuezhi hacia el oeste. Reclamó la región de Ordos al imperio Qin, que se estaba desmoronando, y derrotó al primer emperador Han, Gao, en una batalla. Esto condujo a una política de apaciguamiento hasta el reinado de Wudi de Han, que decidió adoptar una postura más dura. Sin embargo, la protección de las fronteras requería una importante inversión. Para la vigilancia de las estaciones de la Gran Muralla se necesitaban unos diez mil hombres. Para apoyarlos, se trasladaron a las fronteras entre cincuenta y sesenta mil soldados-agricultores con el fin de reducir el coste del transporte de suministros. Estos agricultores reclutados no eran buenas tropas de caballería, por lo que surgió un ejército profesional en las fronteras. Éste estaba formado por mercenarios Han del norte, convictos que trabajaban por su libertad y Xiong-nu "del sur" sometidos que vivían en territorio Han. Hacia el 31 a. C., la dinastía Han abolió el servicio militar obligatorio universal que se había transmitido desde los Estados Guerreros. En el sur, el territorio chino se duplicó aproximadamente, ya que los chinos conquistaron gran parte de lo que hoy es el sur de China, y ampliaron la frontera desde el Yangtze hasta Vietnam.
Los ejércitos de las dinastías Qin y Han heredaron en gran medida sus instituciones del anterior período de los Estados Guerreros, con la gran excepción de que las fuerzas de caballería eran cada vez más importantes, debido a la amenaza de los xiongnu. Bajo el mando del emperador Wu de Han, los chinos lanzaron una serie de expediciones masivas de caballería contra los xiongnu, derrotándolos y conquistando gran parte de lo que hoy es el norte de China, China occidental, Mongolia, Asia central y Corea. Tras estas victorias, los ejércitos chinos se encargaron de mantener los nuevos territorios contra las incursiones y revueltas de pueblos como el Qiang, el Xianbei y el Xiongnu, que habían quedado bajo el dominio chino.
La estructura del ejército también cambió en este periodo. Mientras que los Qin habían utilizado un ejército de reclutas, para los Han orientales, el ejército estaba formado en gran parte por voluntarios y se podía evitar el reclutamiento pagando una cuota. Los que presentaban al gobierno suministros, caballos o esclavos también estaban exentos de la conscripción.

### Tres Reinos–Jin
Al final de la dinastía Han se produjo un masivo levantamiento agrario que tuvo que ser sofocado por los gobernadores locales, que aprovecharon la oportunidad para formar sus propios ejércitos. El ejército central se desintegró y fue sustituido por una serie de señores de la guerra locales, que lucharon por el poder hasta que la mayor parte del Norte fue unificada por Cao Cao, que sentó las bases de la dinastía Wei, que gobernó la mayor parte de China. Sin embargo, gran parte del sur de China fue gobernada por dos reinos rivales, Shu Han y Wu Oriental. Por ello, esta época se conoce como los Tres Reinos.
Bajo la dinastía Wei, el sistema militar cambió respecto al sistema militar centralizado de los Han. A diferencia de los Han, cuyas fuerzas se concentraban en un ejército central de soldados voluntarios, las fuerzas de Wei dependían de los Buqu, un grupo para el que la soldadesca era una profesión hereditaria. Estos "hogares militares" recibían tierras para cultivar, pero sus hijos sólo podían casarse con las familias de otros "hogares militares". En efecto, la carrera militar se heredaba; cuando un soldado o comandante moría o quedaba incapacitado para luchar, un pariente masculino heredaba su posición.  Estos soldados hereditarios proporcionaban el grueso de la infantería. En cuanto a la caballería, los Wei se asemejaban a la anterior dinastía Han en el reclutamiento de un gran número de xiongnu que se asentaban en el sur de Shanxi. Además, los ejércitos provinciales, que eran muy débiles bajo los Han, se convirtieron en el grueso del ejército bajo los Wei, para quienes el ejército central se mantenía principalmente como reserva. Este sistema militar también fue adoptado por la dinastía Jin, que sucedió a la Wei y unificó China.
Avances como el estribo ayudaron a que las fuerzas de caballería fueran más eficaces.

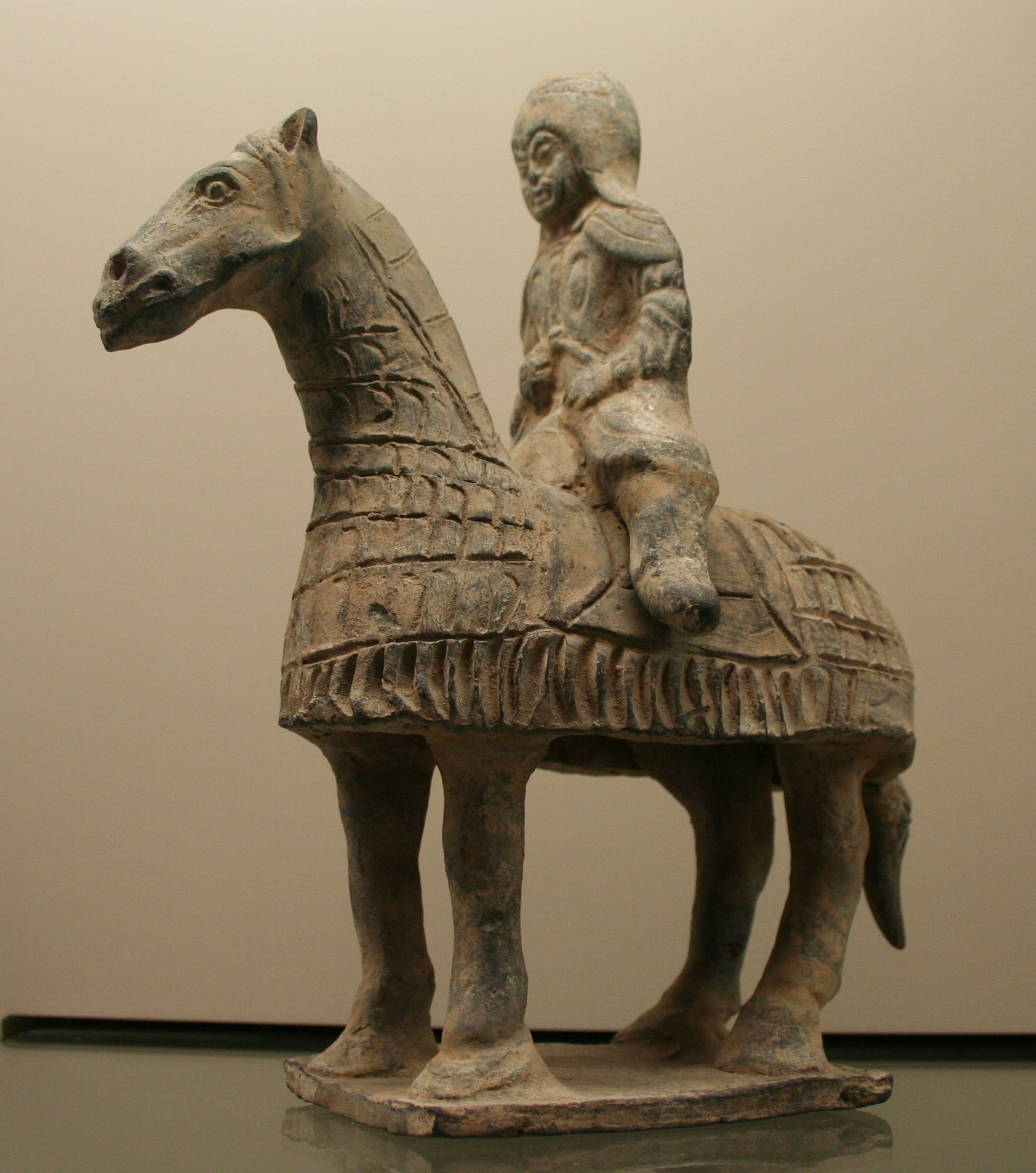
Figurilla china de terracota de un caballo y un jinete catafractos, creada durante la dinastía Wei del Norte (386 a 534 d. C.)

.

### Era de la división
En el año 304 d. C., un gran acontecimiento sacudió a China. La dinastía Jin, que había unificado China 24 años antes, se tambaleaba en el colapso debido a una gran guerra civil. Aprovechando esta oportunidad, el jefe xiong-nu Liu Yuan y sus fuerzas se rebelaron contra sus señores chinos han. Le siguieron muchos otros líderes bárbaros, y a estos rebeldes se les llamó "Wu Hu" o, literalmente, "Cinco tribus bárbaras". En el año 316 d. C., los Jin habían perdido todo el territorio al norte del río Huai. A partir de este momento, gran parte del norte de China fue gobernada por tribus bárbaras sinicizadas como los xianbei, mientras que el sur de China permaneció bajo el dominio de los chinos han, un periodo conocido como la Era de la División. Durante esta época, las fuerzas militares de los regímenes del Norte y del Sur divergieron y se desarrollaron de forma muy diferente.

#### Norte
El norte de China fue devastado por los levantamientos de los Wu Hu. Tras el levantamiento inicial, las distintas tribus lucharon entre sí en una época caótica conocida como los Dieciséis Reinos. Aunque se produjeron breves unificaciones del Norte, como la de Zhao tardío y la de Antiguo Qin, éstas fueron relativamente efímeras. Durante esta época, los ejércitos del Norte, se basaban principalmente en la caballería nómada, pero también empleaban chinos como soldados de a pie y personal de asedio. Este sistema militar era bastante improvisado e ineficaz, y los estados establecidos por los Wu Hu fueron en su mayoría destruidos por la dinastía Jin o los Xianbei.

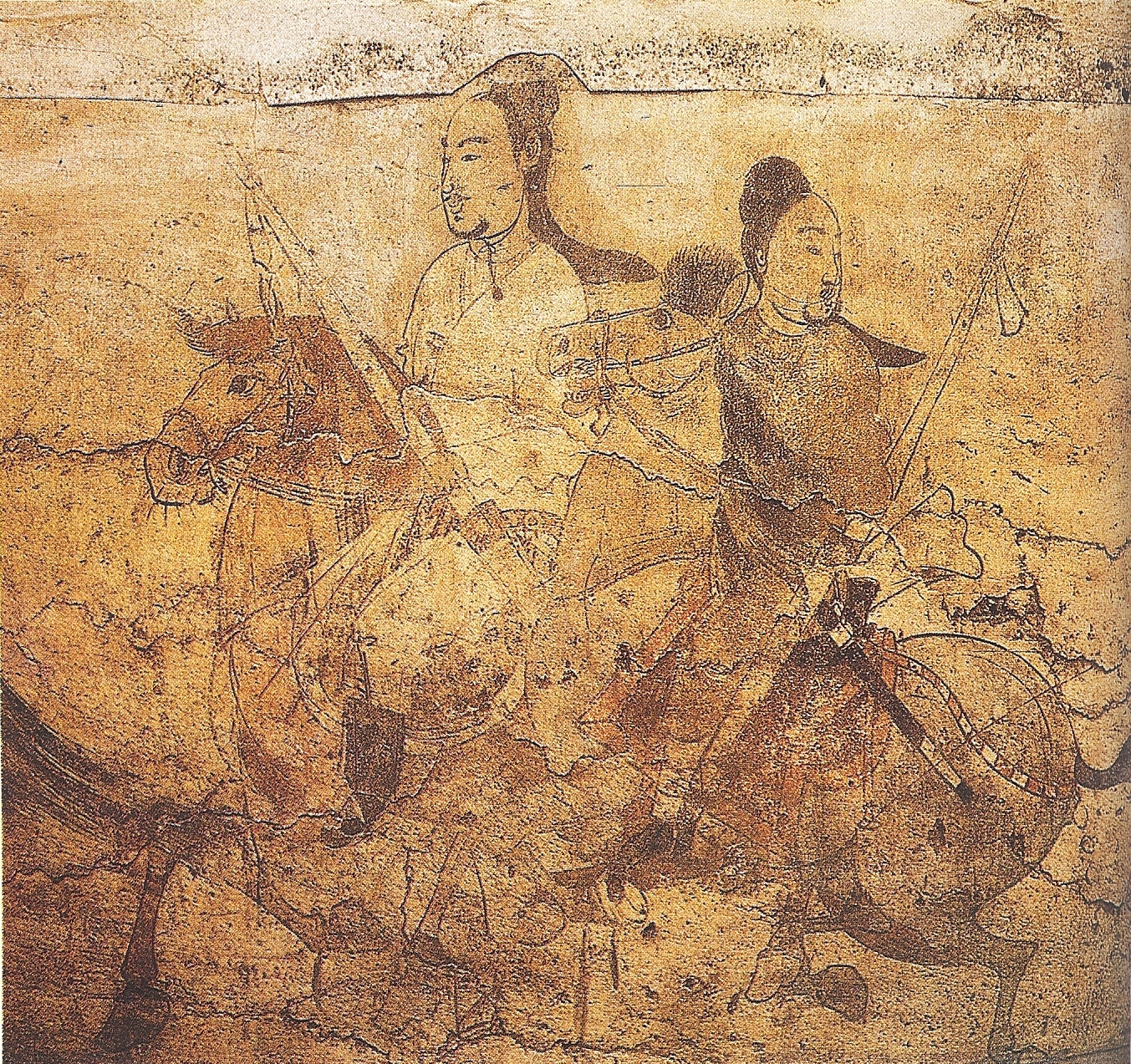
Armed riders on horseback, a tomb mural from the Northern Qi (550–557 AD) period

Un nuevo sistema militar no llegó hasta las invasiones de los Xianbei en el siglo V, momento en el que la mayor parte de los Wu Hu habían sido destruidos y gran parte de la China del Norte había sido reconquistada por las dinastías chinas del Sur. No obstante, los Xianbei obtuvieron muchos éxitos contra los chinos, conquistando todo el norte de China en el año 468 d. C. El estado Xianbei de Wei del Norte creó las primeras formas del sistema de campo igualitario (均田) y del sistema militar Fubing (府兵), que se convirtieron en instituciones importantes bajo Sui y Tang. Bajo el sistema fubing, cada cuartel general (府) comandaba unos mil soldados campesinos que podían ser movilizados para la guerra. En tiempos de paz se autoabastecian con sus asignaciones de tierras, y estaban obligados a realizar giras de servicio activo en la capital.

#### Sur
Las dinastías del sur de China, al ser descendientes de los Han y los Jin, se enorgullecían de ser las sucesoras de la civilización china y despreciaban a las dinastías del norte, a las que consideraban usurpadoras bárbaras. Los ejércitos del Sur continuaron el sistema militar de Buqu o soldados hereditarios de la dinastía Jin. Sin embargo, el creciente poder de los terratenientes aristocráticos, que también proporcionaban muchos de los buqu, hizo que las dinastías del Sur fueran muy inestables; tras la caída de los Jin, gobernaron cuatro dinastías en sólo dos siglos.
Esto no quiere decir que los ejércitos del Sur no funcionaran bien. Los ejércitos del Sur obtuvieron grandes victorias a finales del siglo IV, como la batalla de Fei, en la que un ejército Jin de 80.000 hombres aplastó al ejército de 300.000 hombres del antiguo Qin, un imperio fundado por una de las tribus Wu Hu que había unificado brevemente el norte de China.[cita requerida] Además, bajo el brillante general Liu Yu, los ejércitos chinos reconquistaron brevemente gran parte del norte de China.

### Sui–Tang

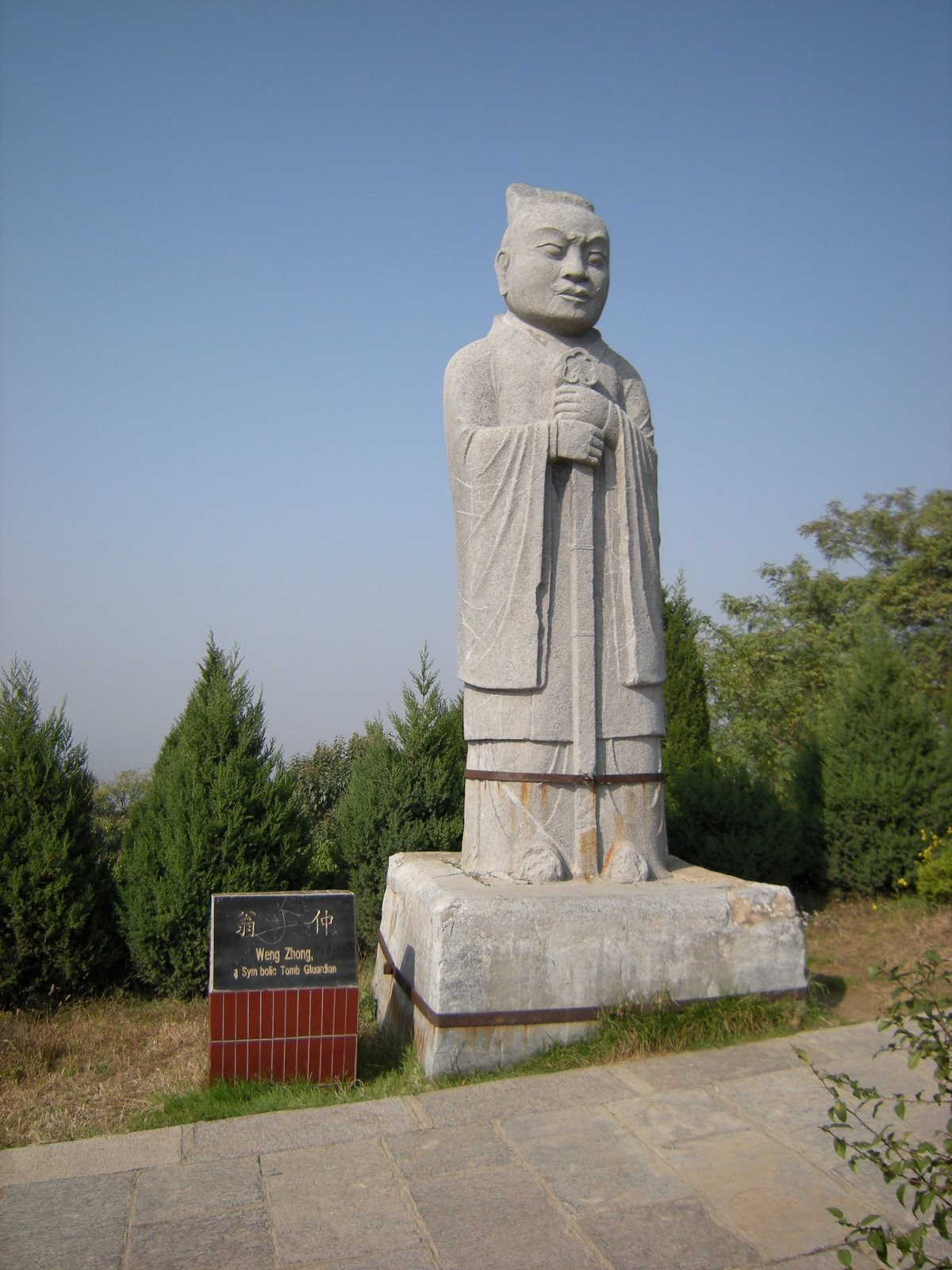
A stone tomb guardian holding a sword, from the Tang Dynasty tombs at the Qianling Mausoleum

En el año 581 d. C., el chino Yang Jian obligó al gobernante Xianbei a abdicar, fundando la dinastía Sui y restaurando el dominio chino en el norte. En el 589 d. C., había unificado gran parte de China.
La unificación de China por parte de los Sui desencadenó una nueva edad de oro. Durante los Sui y los Tang, los ejércitos chinos, basados en el sistema Fubing inventado durante la era de la división, obtuvieron éxitos militares que restauraron el imperio de la dinastía Han y reafirmaron el poder chino. Los Tang crearon grandes contingentes de poderosa caballería pesada. Un componente clave del éxito de los ejércitos Sui y Tang, al igual que los anteriores Qin y Han, fue la adopción de grandes elementos de caballería. Estos poderosos jinetes, combinados con la superior potencia de fuego de la infantería china (potentes armas de proyectiles como las ballestas recurvas), hicieron que los ejércitos chinos fueran poderosos.
Sin embargo, durante la dinastía Tang el sistema de fubing (府兵) comenzó a romperse. Basado en la propiedad estatal de la tierra bajo el sistema juntian, la prosperidad de la dinastía Tang hizo que las tierras del Estado fueran compradas en cantidades cada vez mayores. En consecuencia, el Estado ya no podía proporcionar tierras a los campesinos, y el sistema juntian se rompió. En el siglo VIII, los Tang volvieron al sistema militar centralizado de los Han. Sin embargo, esto tampoco duró y se rompió durante el desorden de la An Lushan, que vio cómo muchos fanzhen o generales locales se hicieron extraordinariamente poderosos. Estos fanzhen eran tan poderosos que cobraban impuestos, levantaban ejércitos y hacían que sus cargos fueran hereditarios. Debido a esto, el ejército central de los Tang quedó muy debilitado. Finalmente, la dinastía Tang se derrumbó y los distintos fanzhen se convirtieron en reinos separados, situación que duraría hasta la Dinastía Song.
Durante los Tang se empezaron a crear escuelas y escritos militares profesionales para formar a los oficiales, institución que se ampliaría durante los Song.
La tradición tibetana dice que la dinastía Tang tomó la capital tibetana en Lhasa en el año 650. En el año 763 los tibetanos capturaron la capital de los Tang en Chang'an, durante quince días, durante la Rebelión de An Shi.
En el año 756, más de 4.000 mercenarios árabes se unieron a los chinos contra An Lushan. Permanecieron en China, y algunos de ellos fueron antepasados del pueblo Hui. Durante la dinastía Tang, 3.000 soldados chinos y 3.000 soldados musulmanes se intercambiaron en un acuerdo.

### Liao, Song y Jurchen Jin

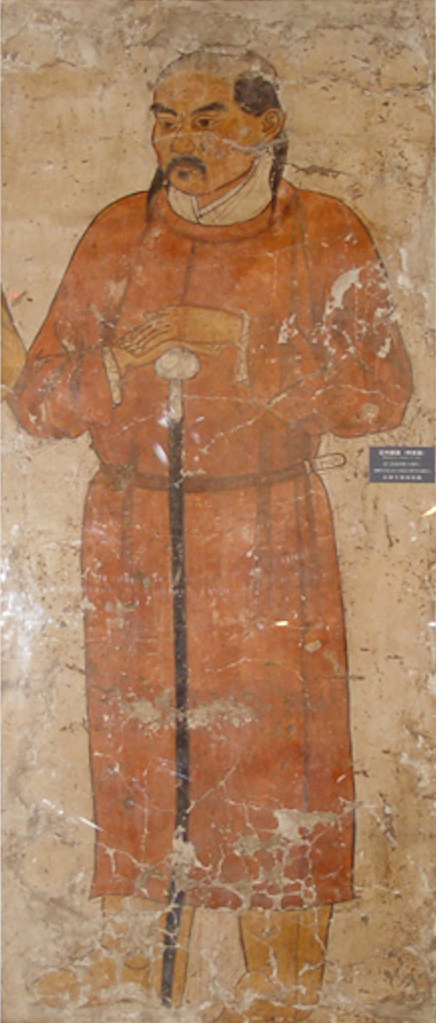
Guard of Liao dynasty

Durante la dinastía Song, los emperadores se centraron en frenar el poder de los Fanzhen, generales locales a los que consideraban responsables del colapso de la dinastía Tang. El poder local fue frenado y la mayor parte del poder se centralizó en el gobierno, junto con el ejército. Además, los Song adoptaron un sistema en el que los mandos de los generales eran ad hoc y temporales, para evitar que las tropas se encariñaran con sus generales, que podrían rebelarse. Generales exitosos como Yue Fei y Liu Zen fueron perseguidos por la Corte Song, que temía que se rebelaran.
Aunque el sistema funcionó a la hora de sofocar rebeliones, fue un fracaso a la hora de defender China y afirmar su poder. Los Song tuvieron que recurrir a las nuevas armas de pólvora introducidas durante los últimos tiempos de los Tang y a los sobornos para rechazar los ataques de sus enemigos, como los Liao (jitanos), los Xia occidentales (tanguts), los Jin (jurchens) y el Imperio mongol, así como a un ejército ampliado de más de 1 millón de hombres. Los Song se vieron muy perjudicados por el hecho de que sus vecinos habían aprovechado la época de caos que siguió al colapso de los Tang para avanzar hacia el norte de China sin obstáculos. Los Song también perdieron las regiones productoras de caballos, lo que hizo que su caballería fuera extremadamente inferior.
La tecnología militar de los Song incluía armas de pólvora como lanzas de fuego, bombas de pólvora de hierro fundido y cohetes se empleaban en gran número. El gobierno Song también creó La primera armada permanente de China. Esta tecnología militar y la economía próspera fueron claves para que el ejército Song se defendiera de los invasores que no podían ser sobornados con el "pago de tributos", como los jitanos y los jur'chens. Las fuerzas Song resistieron a los ejércitos mongoles de Asia Central durante más tiempo que otros pueblos asentados, hasta la caída de los Song en 1279.

### Yuan

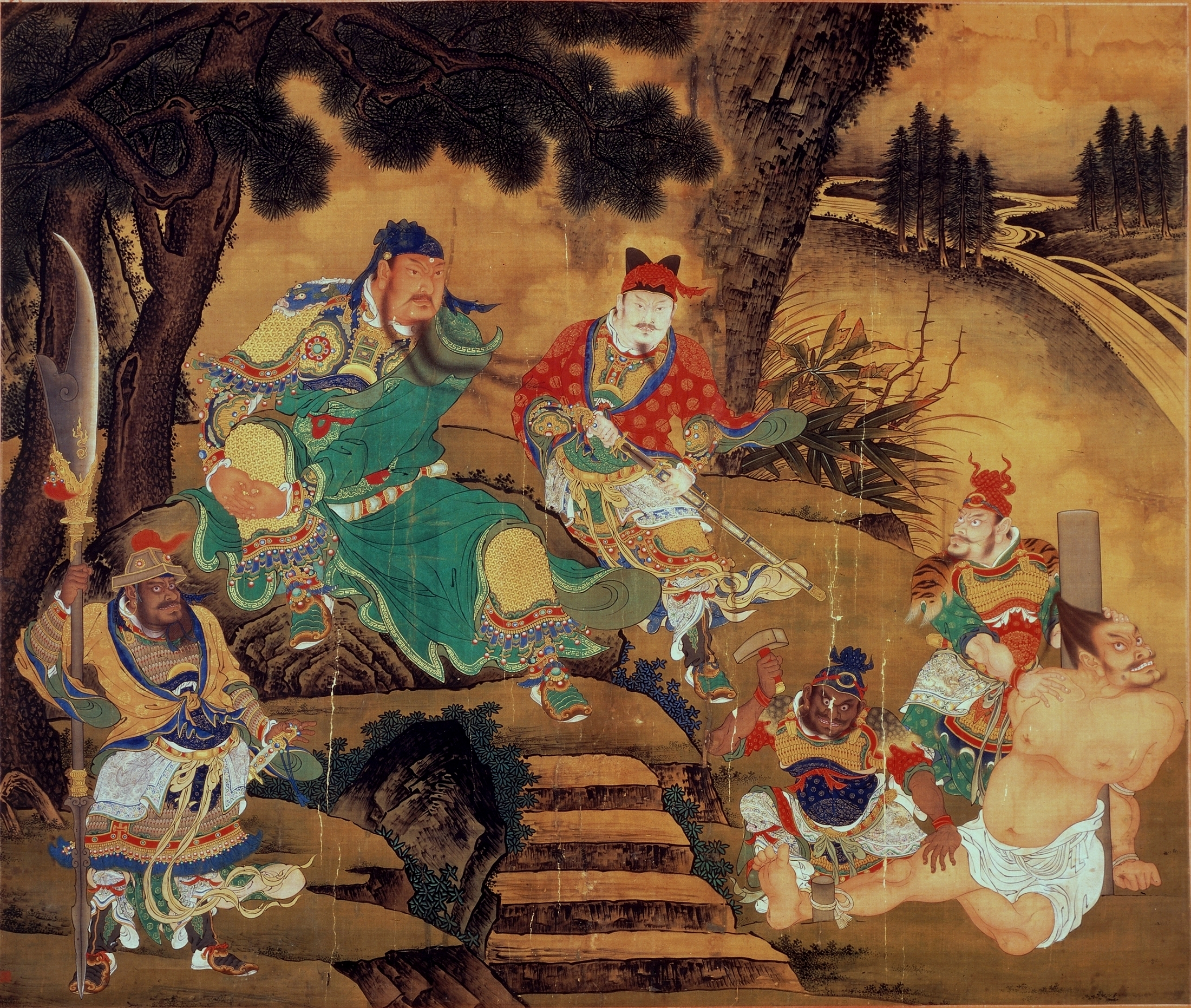
"Guan Yu Captures General Pang De", a Ming Dynasty painting by Shang Xi

Fundados por los mongoles que conquistaron la China de los Song, los Yuan tenían el mismo sistema militar que la mayoría de los pueblos nómadas del norte de China, centrado principalmente en la caballería nómada, que se organizaba en función de las familias y que era dirigida por líderes nombrados por el kan.
La invasión mongola sólo comenzó en serio cuando adquirieron su primera armada, principalmente de desertores Song chinos. Liu Cheng, un comandante chino de los Song que desertó a los mongoles, sugirió un cambio de táctica y ayudó a los mongoles a construir su propia flota. Muchos chinos sirvieron en la armada y el ejército mongoles y les ayudaron en la conquista de Song.
Sin embargo, en la conquista de China, los mongoles también adoptaron armas de pólvora, como la bomba de estruendo, y miles de soldados chinos de infantería y de la marina se incorporaron al ejército mongol. Otra arma adoptada por los mongoles fueron los sarracenos de contrapeso diseñados por ingenieros musulmanes; éstos resultaron decisivos en la batalla de Xiangyang, cuya captura por los mongoles precipitó el principio del fin de la dinastía Song.
El sistema militar mongol comenzó a colapsar después del siglo XIV y en 1368 los mongoles fueron expulsados por la dinastía china Ming.
Los mongoles bajo Gengis Kan y Hulagu también llevaron a Persia especialistas chinos en artillería dentro de sus ejércitos, especializados en mangonel.
Durante la invasión mongola de Irak, 1.000 ballesteros chinos que utilizaban flechas de fuego participaron en la invasión, junto con los miembros de las tribus mongolas. En 1258, el comandante de las fuerzas del mongol Hulagu Khan que asediaban Bagdad era un general chino Guo Kan. El general chino Guo Kan fue nombrado gobernador de Bagdad por Hulagu, quien también trajo a técnicos chinos especializados en hidráulica para diseñar los sistemas de riego de la cuenca del Tigris-Éufrates. Esto hizo que Oriente Medio se viera impregnado de una importante influencia china durante el reinado de Hulagu.
Muchos chinos Han y kitán desertaron a los mongoles para luchar contra los Jin. Dos líderes chinos Han, Shi Tianze, (劉黑馬, Liu Ni), y Khitan (蕭札剌) desertaron y comandaron los 3 Tumens en el ejército mongol. Liu Heima y Shi Tianze sirvieron a Ogödei Khan. Liu Heima y Shi Tianxiang dirigieron ejércitos contra Xia Occidental para los mongoles. Había 4 Tumens Han y 3 Tumens Kitán, con cada Tumen compuesto por 10.000 soldados. Los tres generales gitanos Shimobeidier (石抹孛迭兒), Tabuyir (塔不已兒) y Xiaozhacizhizizhongxi (蕭札刺之子重喜) comandaron los tres tumens gitanos y los cuatro generales Han Zhang Rou, Yan Shi, Shi Tianze y Liu Heima comandaban los cuatro tumens Han bajo el mando de Ogödei Khan. Los mongoles tuvieron deserciones de chinos Han y gitanos, mientras que los Jin fueron abandonados por sus propios oficiales jurchen.
Shi Tianze fue un chino Han que vivió en la dinastía Jin (1115-1234). El matrimonio interétnico entre Han y Jurchen se hizo común en esta época. Su padre fue Shi Bingzhi (史秉直, Shih Ping-chih). Shi Bingzhi estuvo casado con una mujer jurchen (de apellido Na-ho) y una china han (de apellido Chang), se desconoce cuál de ellas fue la madre de Shi Tianze. Shi Tianze estuvo casado con dos mujeres jurchen, una china han y una coreana, y su hijo Shi Gang nació de una de sus esposas jurchen.. Sus esposas jurchen se apellidaban Mo-nien y Na-ho, su esposa coreana se apellidaba Li y su esposa china Han se apellidaba Shi. Shi Tianze desertó a las fuerzas del Imperio mongol tras la su invasión de la dinastía Jin. Su hijo Shi Gang se casó con una mujer kerait, los kerait eran pueblos turcos mongolizados y considerados como parte de la "nación mongola". Shi Tianze (Shih T'ien-tse), Chang Jou ( 張柔), y Yen Shih (嚴實) y otros chinos de alto rango que sirvieron en la dinastía Jin y desertaron a los mongoles ayudaron a construir la estructura para la administración del nuevo estado. Chagaan (Tsagaan) y Zhang Rou lanzaron conjuntamente un ataque contra la dinastía Song ordenado por Töregene Khatun.

### Ming
Los primeros emperadores Ming, desde Hongwu hasta Zhengde, continuaron con las prácticas Yuan, como las instituciones militares hereditarias, exigiendo concubinas y eunucos coreanos, teniendo eunucos musulmanes, usando ropa de estilo mongol y sombreros mongoles, practicando el tiro con arco y la equitación, haciendo que los mongoles sirvieran en el ejército Ming, patrocinando el budismo tibetano, con los primeros emperadores Ming tratando de proyectarse como "gobernantes universales" a varios pueblos como los musulmanes de Asia Central, los tibetanos y los mongoles, siguiendo el modelo del Khagan mongol, sin embargo, esta historia del universalismo Ming ha sido oscurecida y negada por los historiadores que la encubrieron y presentaron a los Ming como xenófobos tratando de expulsar la influencia mongol y presentando mientras que presentaron a los Qing y Yuan como gobernantes "universales" en contraste con los Ming.
Los emperadores Hongwu y Yongle implantaron un ejército basado en la caballería, siguiendo el modelo del ejército Yuan. El ejército y la oficialidad de Hongwu incorporaron a los mongoles. Los mongoles fueron retenidos por los Ming dentro de su territorio, en Guangxi los arqueros mongoles participaron en una guerra contra las minorías Miao.
Las matemáticas, la caligrafía, la literatura, la hípica, el tiro con arco, la música y los ritos eran las Seis Artes.
En el Guozijian, el derecho, las matemáticas, la caligrafía, la hípica y el tiro con arco fueron enfatizados por el emperador Hongwu Ming además de los clásicos confucianos y también requeridos en los exámenes imperiales.: 267  El tiro con arco y la equitación fueron añadidos al examen por Hongwu en 1370, al igual que el tiro con arco y la equitación fueron exigidos a los funcionarios no militares en la Escuela de Guerra de 武舉 en 1162 por el emperador Xiaozong de los Song. La zona que rodea la Puerta del Meridiano de Nankín fue utilizada para el tiro con arco por los guardias y generales bajo el mando de Hongwu.
El examen imperial incluía el tiro con arco. El tiro con arco a caballo era practicado por los chinos que vivían cerca de la frontera. Los escritos de Wang Ju sobre el tiro con arco fueron seguidos durante los Ming y los Yuan y los Ming desarrollaron nuevos métodos de tiro con arco.: 271–  Jinling Tuyong showed archery in Nanjing during the Ming. Se celebraron concursos de tiro con arco en la capital para los soldados de la Guarnición de la Guardia que fueron elegidos a dedo.
Los Ming se centraron en crear un poderoso ejército permanente que pudiera rechazar los ataques de los bárbaros extranjeros. A partir del siglo XIV, los ejércitos Ming expulsaron a los mongoles y ampliaron los territorios de China hasta incluir Yunnan, Mongolia, Tíbet, gran parte de Xinjiang y Vietnam. Los Ming también participaron en expediciones a ultramar que incluyeron una conflicto violento en Sri Lanka. Los ejércitos Ming incorporaron las armas de pólvora a su fuerza militar, acelerando un desarrollo que había sido prevalente desde los Song.
Las instituciones militares Ming fueron en gran medida responsables del éxito de los ejércitos de Ming. El ejército de los primeros Ming estaba organizado por el sistema Wei-suo, que dividía al ejército en numerosos "Wei" o comandos a lo largo de las fronteras Ming. Cada wei (reino) debía ser autosuficiente en cuanto a la agricultura, y las tropas estacionadas allí se dedicaban a la agricultura y al entrenamiento. Este sistema también obligaba a los soldados a servir de forma hereditaria en el ejército; aunque fue eficaz para tomar inicialmente el control del imperio, este sistema militar resultó inviable a largo plazo y se derrumbó en la década de 1430, con lo que Ming volvió a un ejército profesional de voluntarios similar al de Tang, Song y Han posterior.
A lo largo de la mayor parte de la historia de los Ming, los ejércitos de esta dinastía lograron derrotar a potencias extranjeras como los mongoles y los japoneses y ampliar la influencia de China. Sin embargo, con la pequeña Edad de Hielo en el siglo XVII, la dinastía Ming tuvo que hacer frente a una desastrosa hambruna y sus fuerzas militares se desintegraron como resultado de las hambrunas provocadas por este acontecimiento.
Los chinos derrotaron a los portugueses en la Primera batalla de Tamao (1521) y en la Segunda batalla de Tamao (1522) Los barcos chinos derribaron dos barcos portugueses, que estaban armados con armas de pólvora, y obligaron a los portugueses a retirarse.
La dinastía Ming derrotó a los holandeses en los conflictos chino-holandeses de 1622-1624 por las islas Penghu y en la batalla de la bahía de Liaoluo de 1633. En 1662, las armas chinas y europeas se enfrentaron cuando un ejército leal a los Ming de 25.000 personas dirigido por Koxinga obligó a la guarnición de 2.000 personas de la Compañía Holandesa de las Indias Orientales en Taiwán a rendirse, tras un asalto final durante un siete meses de asedio. Según el relato de Frederick Coyett escrito después del asedio para exculparse de la derrota holandesa, el supuesto golpe final a la defensa de la Compañía se produjo cuando un desertor holandés, que avisaría a Koxinga de un bombardeo que amenazaba su vida, had pointed the inactive besieging army to the weak points of the Dutch star-shaped fort. Esta afirmación de un desertor holandés sólo aparece en el relato de Coyett y los registros chinos no mencionan a ningún desertor. Aunque el pilar de las fuerzas chinas eran los arqueros, los chinos también usaron cañones durante el asedio, que, sin embargo, los testigos oculares europeos no juzgaron tan eficaces como las baterías holandesas. Los holandeses perdieron cinco barcos y 130 hombres en un intento de aliviar el asedio de la fortaleza.

### Qing

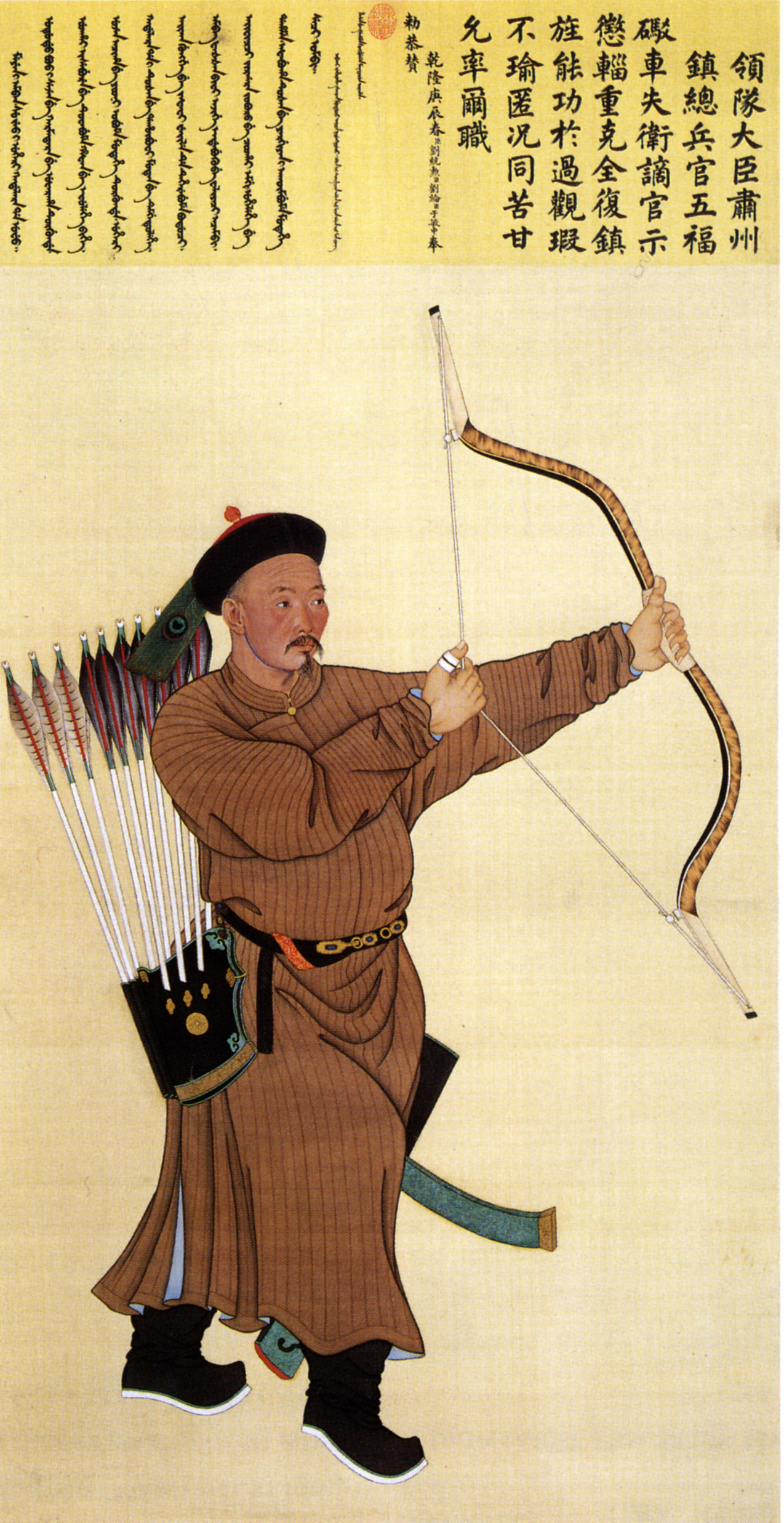
Retrato de Wu Fu, general de brigada de la región de Gansu.

Pergamino colgante; tinta y color sobre seda; 1760 d. C.; inscrito y con un sello del Emperador Qianlong.
La dinastía Qing, fundada por los manchúes, fue, como la Yuan una dinastía de conquista. Los manchúes eran un pueblo agrícola sedentario que vivía en aldeas fijas, cultivaba, practicaba la caza y el tiro con arco a caballo., A finales del siglo XVI, Nurhaci, fundador de la Dinastía Jin posterior (1616-1636) y originalmente vasallo de los Ming, comenzó a organizar los "Estandartes", unidades militares-sociales que incluían elementos jurchen, chinos han, coreanos y mongoles bajo el mando directo del emperador.
La principal táctica de los manchúes era utilizar la infantería con arcos y flechas, espadas y picas, mientras que la caballería se mantenía en la retaguardia. Sin embargo, a diferencia de los Song y los Ming, los ejércitos Qing descuidaron las armas de fuego y no las desarrollaron de forma significativa. Los ejércitos Qing también contenían una proporción mucho mayor de caballería que las dinastías chinas anteriores.
Hong Taiji, el hijo de Nurhaci, reconoció que los chinos Han eran necesarios en la conquista de los Ming, como explica que tratara con indulgencia al general Hong Chengchou, desertor de los Ming. La artillería Ming fue responsable de muchas victorias. Los Ming no serían derrotados fácilmente a menos que se añadieran tropas chinas Han con mosquetes y cañones a los estandartes existentes. Los generales chinos Han que desertaban a los manchúes solían recibir mujeres de la familia imperial Aisin Gioro en matrimonio mientras que los soldados ordinarios que desertaban solían recibir mujeres manchúes no reales como esposas. Nurhaci casó a una de sus nietas con el general Ming Li Yongfang después de que éste rindiera la ciudad de Fushun en Liaoning en 1618 y el príncipe Yoto y Hongtaiji organizaron en 1632 un matrimonio masivo de oficiales y funcionarios chinos Han con mujeres manchúes que sumaban 1.000 parejas para promover la armonía entre los dos grupos étnicos.
La dinastía Qing distinguía entre los banderizos Han y los civiles Han ordinarios. Los chinos Han que desertaron hasta 1644 y se unieron a los Ocho Estandartes fueron nombrados abanderados, lo que les otorgaba privilegios sociales y legales, además de ser aculturados a la cultura manchú. Los Han desertaron a los Qing y engrosaron tanto las filas de los Ocho Estandartes que los manchúes étnicos se convirtieron en una minoría, constituyendo sólo el 16% en 1648, los banderizos Han el 75% y los banderizos mongoles el resto.

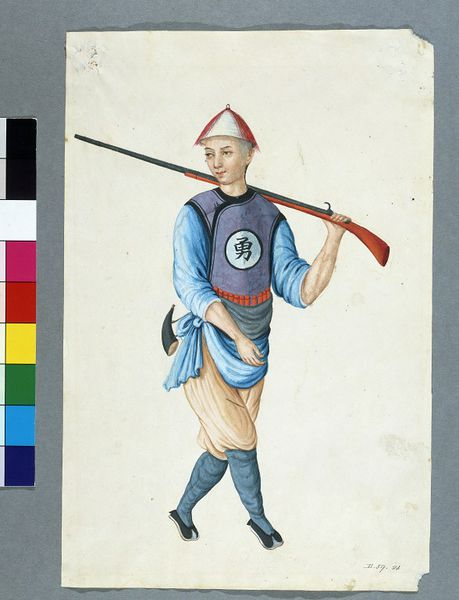
A Foot soldier

En 1644, el ejército invasor era multiétnico, con estandartes han, mongoles y manchúes. La división política era entre los chinos Han no abanderados y la "élite de la conquista", formada por abanderados chinos Han, nobles, mongoles y manchúes; la etnia no era el factor. Entre los Banners, las armas de pólvora, como los mosquetes y la artillería, eran manejadas específicamente por los banderilleros chinos. Los banderizos constituían la mayoría de los gobernadores en los primeros tiempos de los Qing y fueron los que gobernaron y administraron China tras la conquista, estabilizando el dominio Qing. Los banqueros Han dominaban el puesto de gobernador general en la época de los emperadores Shunzhi y Kangxi, así como el puesto de gobernadores, excluyendo en gran medida a los civiles Han ordinarios de los puestos.

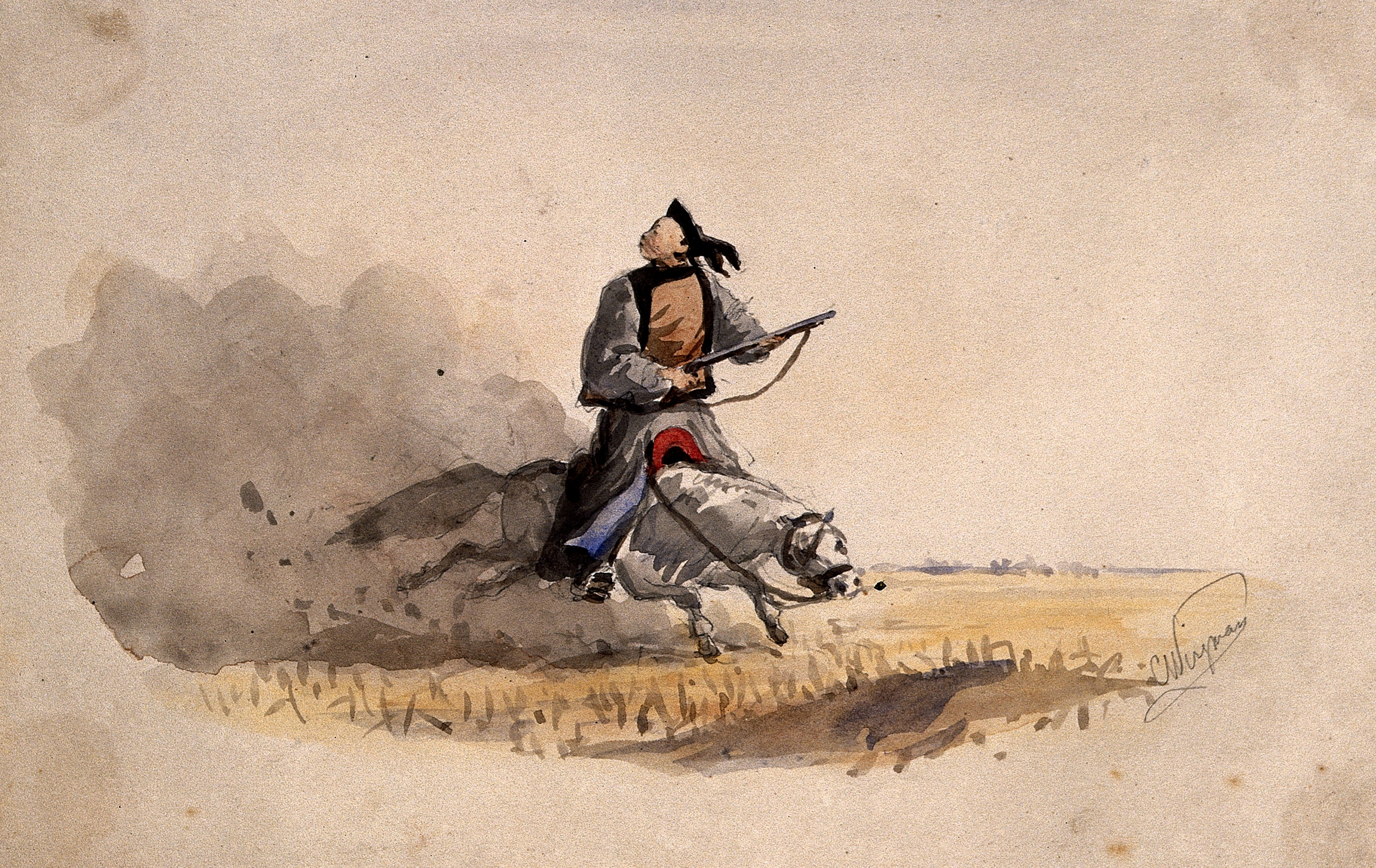
A cavalryman with a gun in his hand

Los Qing confiaron en los soldados del Estandarte Verde, formados por chinos Han que habían desertado, para ayudar a gobernar el norte de China. Las tropas chinas de estandarte verde gobernaban a nivel local, mientras que los banderilleros chinos han, los banderilleros mongoles y los banderilleros manchúes sólo eran llevados a situaciones de emergencia cuando había una resistencia militar sostenida.
Como no era posible que sólo los manchúes conquistaran el sur de China, Ming Han Chinese armies conquered the territory for them. Tres oficiales de Liaodong de banderilleros Han que jugaron un gran papel en la conquista del sur de China fueron Shang Kexi, Geng Zhongming, y Kong Youde, que luego gobernaron el sur de China de forma autónoma como virreyes de los Qing. Wu, Geng y el hijo de Shang, Shang Zhixin, a principios de la década de 1660 comenzaron a sentirse amenazados por el creciente control del norte y decidieron que no tenían más remedio que rebelarse. La subsiguiente Revuelta de los Tres Feudatarios duró ocho años. En el punto álgido de la fortuna de los rebeldes, extendieron su control hasta el norte del río Yangtze, casi estableciendo una China dividida. Wu dudó entonces en ir más al norte, al no poder coordinar la estrategia con sus aliados, y el emperador Kangxi pudo unificar sus fuerzas para un contraataque dirigido por una nueva generación de generales manchúes. En 1681, el gobierno Qing había establecido el control sobre una China meridional devastada de la que tardó varias décadas en recuperars.
Los generales manchúes y los banderizos se vieron en un primer momento avergonzados por la mejor actuación del Ejército de los Estandartes Verdes de la China Han, que lucharon mejor que ellos contra los rebeldes y esto lo notó el emperador Kangxi, lo que le llevó a encargar a los generales Sun Sike, Wang Jinbao y Zhao Liangdong que dirigieran a los soldados de los Estandartes Verdes para aplastar a los rebeldes. Los Qing pensaban que los chinos Han eran superiores a la hora de combatir a otros Han, por lo que utilizaron el Ejército del Estandarte Verde como ejército dominante y mayoritario a la hora de aplastar a los rebeldes, en lugar de los hombres de Banner.
En 1652-1689, durante los conflictos fronterizos entre China y Rusia, la dinastía Qing se enfrentó a unos 2.000 cosacos rusos y los hizo retroceder en una serie de escaramuzas intermitentes. La frontera del suroeste se extendió lentamente, en 1701 los Qing derrotaron a los tibetanos en la batalla de Dartsedo. El Khanato Dzungar conquistó a los uigures en la Conquista Dzungar de Altishahr y se hizo con el control del Tíbet. Los soldados chinos Han del Ejército del Estandarte Verde y los abanderados manchúes fueron comandados por el general chino Han Yue Zhongqi en la expedición china al Tíbet (1720) que expulsó a los dzungares del Tíbet y lo puso bajo el dominio Qing. Las tropas del Estandarte Verde estuvieron de guarnición en varios lugares, como Lhasa, Batang, Dartsendo, Lhari, Chamdo y Litang, durante la Guerra de los Dzungares.
Durante el reinado del Emperador Qianlong, a mediados y finales del siglo XVIII, lanzaron las Diez Grandes Campañas que resultaron en victorias sobre el Janato Dzungar y el Reino de Nepal; los manchúes expulsaron a los Gurkha del Tíbet y sólo detuvieron su persecución cerca de Katmandú. Tras la desaparición del janato de Dzunghar, la autoridad manchú en el Tíbet sólo encontró una débil oposición. En 1841, la guerra sino-sikh terminó con la expulsión del ejército del Sikh.
Un oficial británico dijo de las fuerzas Qing durante la primera guerra del Opio, "Los chinos son tipos robustos y musculosos, y no son cobardes; los tártaros son desesperados; pero ninguno de ellos está bien dirigido ni conoce la guerra europea. Sin embargo, habiendo tenido experiencia con tres de ellos, me inclino a suponer que una bala tártara no es ni un ápice más suave que una francesa." Los manchúes son llamados "tártaros" en el texto.
Los coolies del sur de China sirvieron con las fuerzas francesas y británicas contra los Qing: "Los coolies chinos contratados en 1857 entre los habitantes del sur de China, por muy renegados que fueran, sirvieron a los británicos fiel y alegremente ante Cantón, y a lo largo de las operaciones en el norte de China en 1860 también demostraron ser inestimables. Su frialdad bajo el fuego era admirable. En el asalto a los fuertes de Peiho, en 1860, llevaron las escaleras francesas hasta la zanja y, metidos en el agua hasta el cuello, las sostuvieron con las manos para que el grupo de asalto pudiera cruzar. No era habitual llevarlos a la acción; sin embargo, soportaron los peligros de un fuego lejano con la mayor compostura, evidenciando un fuerte deseo de acercarse a sus compatriotas, y entablar un combate mortal con sus bambúes.—(Fisher.) "
Durante la Rebelión Taiping (1850-1864), las fuerzas rebeldes dirigidas por hábiles generales como Shi Dakai estaban bien organizadas y eran innovadoras desde el punto de vista táctico. Después de que los ejércitos rebeldes derrotaran a los generales manchúes en una serie de batallas, el gobierno Qing permitió ejércitos formados por extranjeros, como el Ejército Siempre Victorioso, y finalmente respondió formando ejércitos compuestos principalmente por chinos han, y bajo comandantes chinos han como Zeng Guofan, Zuo Zongtang, Li Hongzhang y Yuan Shikai. Ejemplos de estos ejércitos fueron el Ejército Xiang y el Ejército Huai. Los Qing también absorbieron ejércitos de bandidos y generales que desertaron al bando Qing durante las rebeliones, como los generales musulmanes Ma Zhan'ao, Ma Qianling, Ma Haiyan y Ma Julung. También había ejércitos compuestos por el pueblo Musulmanes chinos dirigidos por generales musulmanes como Dong Fuxiang, Ma Anliang, Ma Fuxiang y Ma Fuxing que comandaban los Bravos de Kansu. Los funcionarios locales también podían tomar el mando de los asuntos militares, como el padre de Yang Zengxin durante la Rebelión de Panthay.
El "Primer Regimiento Chino" (Regimiento Weihaiwei), que fue alabado por su actuación, estaba formado por colaboradores chinos que servían en el ejército británico.

## Modernización
El Ejército de Beiyang era el ejército del norte de China.
En 1885, Li Hongzhang fundó la Academia Militar de Tianjin 天津武備學堂 para oficiales del ejército chino, con asesores alemanes, como parte de sus reformas militares. El movimiento fue apoyado por el comandante del Ejército Anhui Zhou Shengchuan. La academia debía servir a los oficiales del Ejército de Anhui y del Ejército del Estandarte Verde. En la academia se impartían diversas materias prácticas militares, matemáticas y científicas. Los instructores eran oficiales alemanes. En 1887 se inició otro programa en la academia durante cinco años para formar a adolescentes como nuevos oficiales del ejército. En la escuela se impartían matemáticas, asignaturas prácticas y técnicas, ciencias, lenguas extranjeras, clásicos chinos e historia. Se realizaban exámenes a los alumnos. La instrucción de la Academia Militar de Tianjin se copiaba en las escuelas militares de Weihaiwei y Shanhaiguan. El "fondo de defensa marítima" suministraba el presupuesto de la Academia Militar de Tianjin, que se compartía con la Academia Naval de Tianjin.
天津武備學堂 La Academia Militar de Tianjin adoptó en 1886 como parte de su plan de estudios el Romance de los Tres Reinos.. Entre sus exalumnos estaban Wang Yingkai y 段祺瑞. Duan Qirui. Entre su personal se encontraba Yinchang.
Los Qing fundaron la Academia Militar de Baoding.

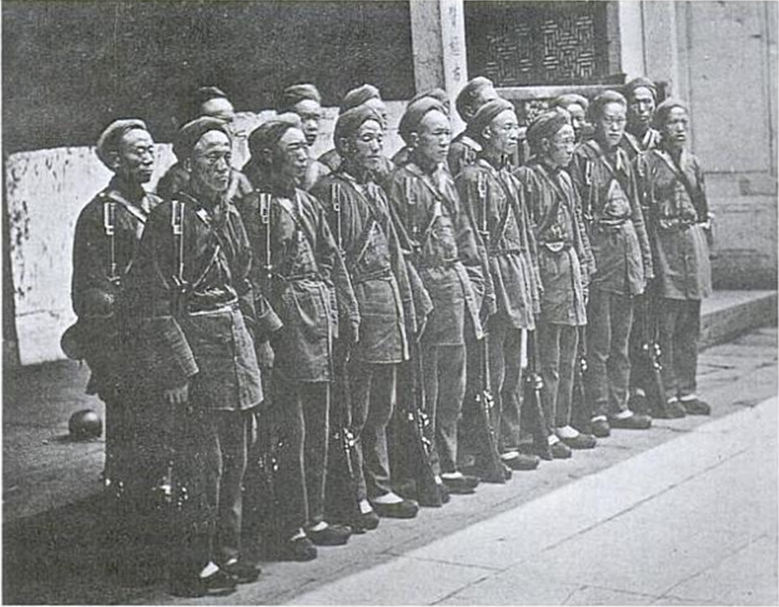
Tropas chinas entrenadas por extranjeros 1867-68

China comenzó a modernizar ampliamente su ejército a finales del siglo XIX. Compró a Alemania la más moderna artillería Krupp y fusiles de cargador de repetición Mauser, además de minas y torpedos. Los utilizó con tácticas de francotirador, pinzas y emboscadas, y China también comenzó a reorganizar su ejército, añadiendo compañías de ingenieros y brigadas de artillería. Las tropas chinas emplearon la minería, la ingeniería, las inundaciones y los ataques múltiples simultáneos junto con la artillería moderna.
By 1882, the Qing navy had some fifty steam warships, half of them built in China. The American Commodore Robert Shufeldt, reported that the British-built Chinese ships he inspected had "every modern appliance," including "guns with large calibre and high velocity, moved by hydraulic power, machine guns, electric lights, torpedoes and torpedo boats, engines with twin screws, steel rams, etc. etc." Yet, Shufeldt concludes, in order to be really effective, it needs an intelligent personnel and a thorough organization." Li Hongzhang evidently agreed, and sent Chinese students and officers to the United States and Germany for training. The Tientsin Arsenal developed the capacity to manufacture "electric torpedoes," that is, what would now be called "mines," US consul general, David Bailey reported that they were deployed in waterways along with other modern military weapons.
Los ejércitos chinos que recibieron el moderno equipamiento y entrenamiento fueron el Ejército Xiang de la China Han, los Bravos Kansu musulmanes, y tres Estandarte manchúes Divisiones. Las tres divisiones manchúes fueron destruidas en la Rebelión de los Bóxers. El Ejército de Xiang empleó el nuevo armamento para lograr la victoria en la Revuelta de Dungan, con cañones de aguja alemanes Dreyse y artillería Krupp. En 1875, el arsenal de Lanzhou, en China, era capaz de producir por sí mismo, sin ayuda extranjera, municiones y artillería europeas modernas. Un ruso llegó a ver cómo el arsenal fabricaba "cargadores de culata de acero".
Los oficiales militares chinos se interesaron por las armas occidentales y las compraron con entusiasmo. Se establecieron arsenales modernos en lugares como el Arsenal de Hanyang, que producía rifles Mauser y cañones de montaña alemanes. El arsenal de Nankín fabricaba armas Hotchkiss, Maxim y Nordenfeld en 1892. Un francés informó de que China tenía la capacidad de aplicar ingeniería inversa a cualquier arma occidental que necesitara. Un británico también señaló que los chinos eran eficientes en la ingeniería inversa de armas extranjeras y en la construcción de sus propias versiones. En la primera guerra del Opio, los chinos copiaron las armas británicas y mejoraron su material militar mientras se desarrollaba la lucha. El arsenal de Tianjin fabricaba pistolas Dahlgren y 10.000 rifles Remington al mes a partir de 1872. En 1890, Li Hongzhang añadió equipos que le permitieron fabricar ametralladoras Maxim, cañones Nordenfelt, cañones Krupp y munición para todos ellos. China estaba muy familiarizada con la investigación y desarrollo del material militar alemán. Los militares chinos compraron ametralladoras Gatling y otra artillería a los países occidentaless. Montigny mitrailleuse guns were also imported from France.
Además del equipo moderno, las armas chinas, como las flechas de fuego, los morteros ligeros, las espadas dadao, los cerillos, los arcos y flechas, las ballestas y las alabardas siguieron utilizándose junto con el armamento occidental. Los cañones chinos gingal que disparaban proyectiles masivos se utilizaron con precisión, e infligieron graves heridas y muertes a las tropas aliadas durante la rebelión de los bóxers. In some cases, primitive weapons like Chinese spears were more effective than British bayonets in close quarter fighting.

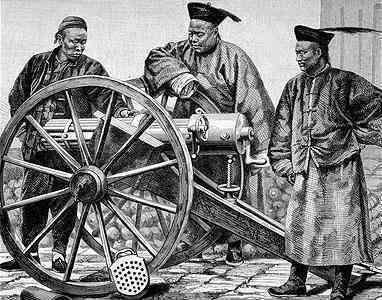
Chinese Qing Empire officers with the French Montigny mitrailleuse gun

Durante la Rebelión de los Bóxers, las fuerzas imperiales chinas desplegaron el 15 de junio, en el río Peiho antes de la batalla de los Fuertes Dagu (1900), un arma llamada "Minas eléctricas" para evitar que la Alianza de las Ocho Naciones occidental enviara barcos para atacar. Esto fue reportado por la inteligencia militar de los Estados Unidos. Departamento de Guerra de los Estados Unidos. Oficina del Ayudante General. División de Información Militar. Los diferentes ejércitos chinos se modernizaron en distinto grado durante la dinastía Qing. Por ejemplo, durante la Rebelión de los Bóxers, a diferencia de los manchúes y otros soldados chinos que utilizaban flechas y arcos, la caballería musulmana Kansu Braves tenía los más novedosos rifles de carabina. Los Bravos de Kansu musulmanes utilizaron el armamento para infligir numerosas derrotas a los ejércitos occidentales en la Rebelión de los Bóxers, en la Batalla de Langfang, y, otros numerosos enfrentamientos alrededor de Tianjin. The Times señaló que "10.000 tropas europeas fueron contenidas por 15.000 valientes chinos". El fuego de la artillería china causó un flujo constante de bajas a los soldados occidentales. Durante un enfrentamiento, los franceses y los japoneses sufrieron grandes bajas, y los británicos y los rusos perdieron algunos hombres. Durante la batalla, los artilleros chinos también aprendieron a utilizar con precisión la artillería alemana comprada por Krupp, superando a los artilleros europeos. Los proyectiles de la artillería china dieron justo en el blanco en las zonas militares de los ejércitos occidentales. Después de las escaramuzas que pusieron fin a los 55 días de Asedio de las Legaciones Internacionales por parte de los bóxers, el misionero Arthur Henderson Smith señaló: " ... sea lo que sea lo que haya logrado la empresa, se deshizo de una vez por todas de la proposición favorita tantas veces planteada de que sería posible que una fuerza extranjera pequeña, pero bien organizada y completamente equipada, marchara a través de China de punta a punta sin una oposición efectiva."
Los historiadores han juzgado que la vulnerabilidad y la debilidad de la dinastía Qing ante el imperialismo extranjero en el siglo XIX se basaba principalmente en su debilidad naval marítima, mientras que conseguía éxitos militares contra los occidentales en tierra, el historiador Edward L. Dreyer dijo que "las humillaciones de China en el siglo XIX estaban fuertemente relacionadas con su debilidad y fracaso en el mar. Al comienzo de la guerra del Opio, China no tenía una armada unificada ni sabía lo vulnerable que era a los ataques desde el mar; las fuerzas británicas navegaban y navegaban por donde querían ir....... En la Guerra de las Flechas (1856-60), los chinos no tenían forma de impedir que la expedición anglo-francesa de 1860 entrara en el Golfo de Zhili y desembarcara lo más cerca posible de Pekín. Mientras tanto, los nuevos ejércitos chinos, aunque no precisamente modernos, reprimieron las rebeliones de mediados de siglo, hizo que Rusia llegara a un acuerdo pacífico sobre las fronteras en disputa en Asia Central, y derrotó a las fuerzas francesas en tierra en la Guerra Sino-Francesa (1884-85). Pero la derrota de la flota, y la consiguiente amenaza para el tráfico de barcos de vapor a Taiwán, obligó a China a concluir la paz en términos desfavorables."
La dinastía Qing obligó a Rusia a entregar el territorio en disputa en el Tratado de San Petersburgo (1881), en lo que fue considerado por Occidente como una victoria diplomática para los Qing. Rusia reconoció que la China de los Qing representaba potencialmente una seria amenaza militar. Los medios de comunicación occidentales de esta época presentaban a China como una potencia militar en ascenso debido a sus programas de modernización y como una gran amenaza para el mundo occidental, invocando el temor de que China conquistara con éxito colonias occidentales como Australia.

### Lista de arsenales en la China Qing
- Arsenal de Hanyang
- Astillero de Jiangnan
- Arsenal de Taiyuan
- Arsenal de Lanchow (Arsenal de Lanzhou) construido por el Ejército de Chu
- Arsenal de Foochow
- Arsenal de Gran Hsi-Ku

### Lista de ejércitos modernizados en la China de los Qing
- Jiangnan Daying
- Yong Ying
- Ejército de Xiang
- Ejército de Chu
- Ejército de Huai
- Bravos de Kansu
- Ejército Tenaz
- Hushenying
- Fuerza de Campo de Pekín
- Shenjiying
- Cuerpo de Wuwei
- Ejército de Beiyang
- Nuevo Ejército
- Flota de Beiyang
- Flota de Fujian
- Flota de Nanyang
- Shuishiying

## Filosofía militar
El tomo más famoso del pensamiento militar chino es El arte de la guerra de Sun Tzu, escrito en la época de los Estados Combatientes. En el libro, Sun Tzu expuso varios pilares importantes del pensamiento militar, como:
- La importancia de la inteligencia.[173]
- La importancia de maniobrar para que tu enemigo sea golpeado en sus puntos débiles.[174]
- La importancia de la moral.[175]
- Cómo llevar a cabo la diplomacia para ganar más aliados y que el enemigo pierda aliados.[176]
- Tener ventaja moral.[176]
- La importancia de la unidad nacional.[176]
- Toda guerra se basa en el engaño.[177]
- La importancia de la logística.[178]
- La relación adecuada entre el gobernante y el general. Sun Tzu sostiene que el gobernante no debe interferir en los asuntos militares.
- Diferencia entre Estrategia y Táctica.[175]
- Ningún país se ha beneficiado de una guerra prolongada.[175]
- Someter a un enemigo sin usar la fuerza es lo mejor.[175]

La obra de Sun Tzu se convirtió en la piedra angular del pensamiento militar, que creció rápidamente. En la dinastía Han, se reconocían no menos de once escuelas de pensamiento militar. Durante la dinastía Song se creó una academia militar.

## Equipamiento y tecnología
En sus diversas campañas, los ejércitos chinos, a lo largo de los tiempos, emplearon una gran variedad de equipos en las diferentes armas del ejército. El armamento más notable utilizado por los chinos consistía en ballestas, cohetes, armas de pólvora y otras "armas exóticas", pero los chinos también hicieron muchos avances en las armas de hierro convencionales, como espadas y lanzas, que eran muy superiores a otras armas contemporáneas.

### Ballesta

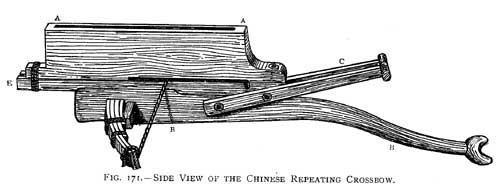
Ballesta china de repetición (versión no curvada - las utilizadas para la guerra serían recurvadas)

La ballesta, inventada por los chinos en el siglo VII a. C., y por los griegos en el siglo V a. C., era considerada el arma más importante de los ejércitos chinos. El uso masivo de ballestas permitió a los ejércitos chinos desplegar enormes cantidades de potencia de fuego, debido a la penetración mortal de la ballesta, su largo alcance y su rápida cadencia de fuego. Ya en el siglo IV a. C., los textos chinos describen ejércitos que empleaban hasta 10.000 ballesteros en combate, donde su impacto era decisivo.
La fabricación de ballestas era muy compleja, debido a la naturaleza del percutor. El historiador Homer Dubs afirma que el mecanismo de disparo de la ballesta "era casi tan complejo como el del cerrojo de un rifle, y sólo podía ser reproducido por mecánicos muy competentes". Esto suponía una ventaja adicional, ya que hacía que la ballesta fuera "a prueba de capturas", ya que aunque los enemigos bárbaros de China las capturaran no podrían reproducir el arma. La munición de la ballesta sólo podía utilizarse en ballestas, y era inútil en los arcos convencionales empleados por los enemigos nómadas de China.
En el combate, las ballestas solían estar equipadas con miras de rejilla para ayudar a apuntar, y se utilizaban varios tamaños diferentes. Durante la Dinastía Song, se utilizaban enormes ballestas de artillería que podían disparar varios pernos a la vez, matando a muchos hombres a la vez. Incluso los soldados de caballería llevaban a veces ballestas. Se ha registrado que la ballesta podía "penetrar un gran olmo a una distancia de ciento cuarenta pasos". En el siglo XI se introdujeron las ballestas de repetición, que tenían una cadencia de fuego muy elevada; 100 hombres podían descargar 2.000 proyectiles en 15 segundos, con un alcance de 200 metros. Esta arma se convirtió en la ballesta estándar utilizada durante las dinastías Song, Ming y Qing.

### Armas de pólvora
Como inventores de la pólvora, los chinos fueron los primeros en utilizar armas de pólvora. Se produjo una gran variedad de armas de pólvora, incluyendo pistolas, cañones, minas, lanzallamas, bombas y cohetes. Tras el ascenso de la dinastía Ming, China empezó a perder su liderazgo en armas de pólvora en favor de Occidente. Esto se hizo parcialmente evidente cuando los manchúes empezaron a confiar en los jesuitas para dirigir su fundición de cañones (artillería), en un momento en que las potencias europeas habían asumido el liderazgo mundial en la guerra de la pólvora a través de su Revolución Militar.

#### Armas y cañones

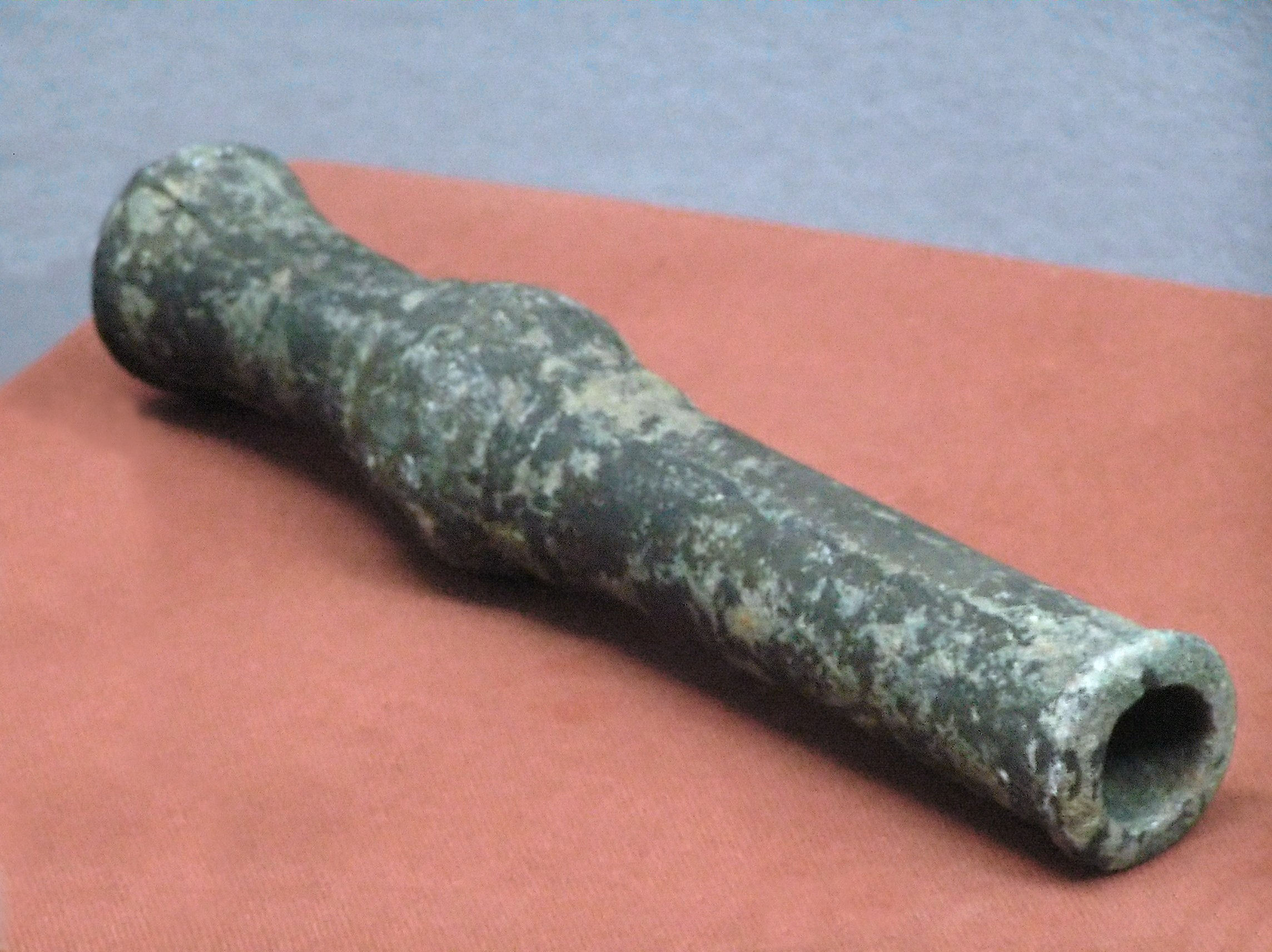
Cañón de mano de la dinastía Yuan (1271-1368)

La primera "proto-arma", la lanza de fuego, se introdujo en el año 905 d. C. Consistía en un tubo de bambú o metal unido a una lanza llena de pólvora que podía encenderse a voluntad, con un alcance de cinco metros. Era capaz de matar o mutilar a varios soldados a la vez y se producía en masa y se utilizaba especialmente en la defensa de las ciudades. Las versiones posteriores de la lanza de fuego abandonaron la punta de la lanza y tuvieron más contenido de pólvora.
Tradicionalmente interpretado como un dios del viento, se encontró una escultura en Sichuan sosteniendo una bomba, y la fecha debe ser tan temprana como 1128 d. C. Estos cañones de mano de hierro fundido y los eruptores se instalaban sobre todo en barcos y fortificaciones para su defensa.
Los cañones fueron utilizados por las fuerzas de la dinastía Ming en la batalla del lago Poyang. Los barcos de la época de la dinastía Ming tenían cañones de bronce. Un naufragio en Shandong tenía un cañón fechado en 1377 y un ancla fechada en 1372. Entre los siglos siglo XIII y XV, los barcos chinos armados con cañones también viajaron por el sudeste asiático.

#### Bombas, granadas y minas
Las bombas de alto explosivo fueron otra innovación desarrollada por los chinos en el siglo X. Consistían principalmente en objetos redondos cubiertos de papel o bambú rellenos de pólvora que explotaban al contacto e incendiaban todo lo inflamable. Estas armas, conocidas como bombas de estruendo, eran utilizadas por los defensores en los asedios sobre los enemigos atacantes y también por los trebuchet, que lanzaban un gran número de ellas sobre el enemigo. En el siglo XIII se introdujo una nueva versión mejorada de estas bombas, llamada "bomba de estruendo"; estaba recubierta de hierro fundido, era altamente explosiva y lanzaba metralla al enemigo. Estas armas no sólo fueron utilizadas por la China Song, sino también por sus enemigos Jurchen y mongoles. En la historia de la dinastía Jurchen Jin se describe el uso de bombas de pólvora de hierro fundido contra los mongoles.
En la época de la dinastía Ming, la tecnología china había progresado hasta fabricar grandes minas terrestres, muchas de las cuales se desplegaron en la frontera norte.

#### Lanzallamas

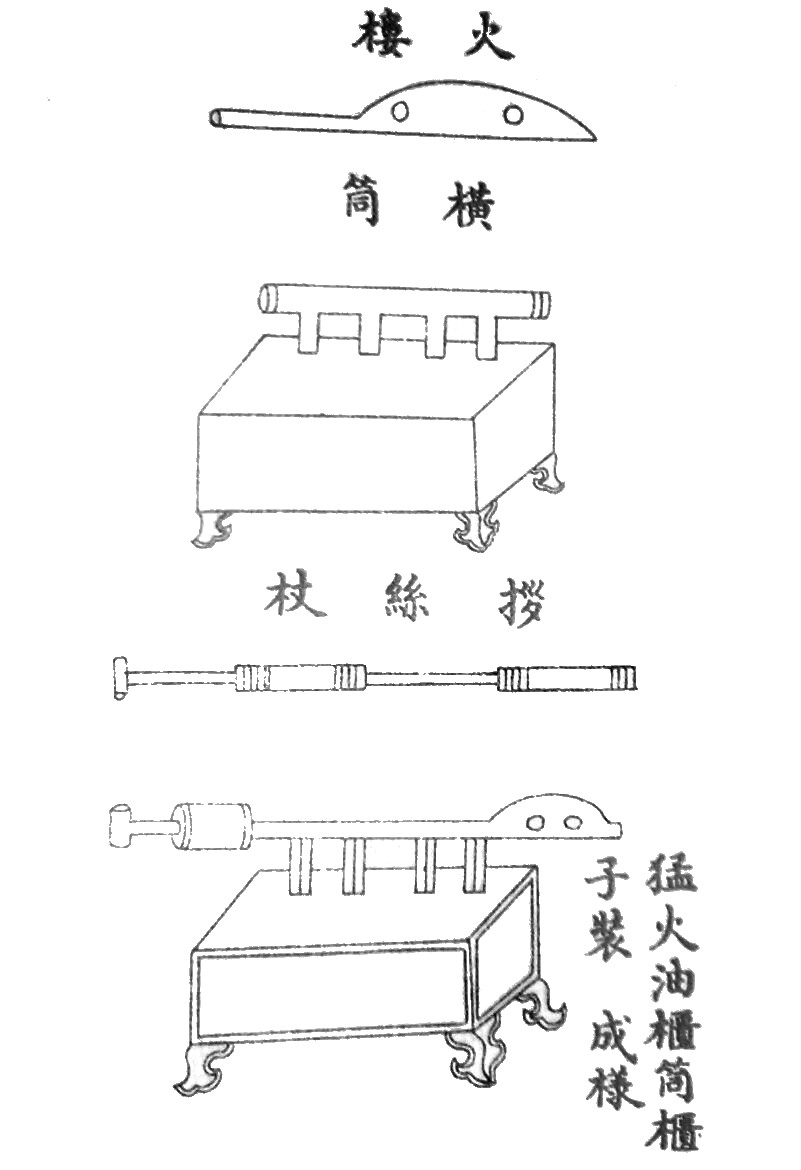
Un lanzallamas chino del manuscrito Wujing Zongyao de 1044 d. C., Dinastía Song

Los lanzallamas se empleaban en combates navales en el río Yangtze, y el uso a gran escala del lanzallamas se registra en el año 975, cuando la armada de los Tang del Sur empleó lanzallamas contra las fuerzas navales de la Song, pero el viento sopló en sentido contrario, lo que provocó la inmolación de la flota de los Tang del Sur y permitió a los Song conquistar el sur de China. En la época de los Song, el lanzallamas no sólo se utilizaba en los combates navales, sino también en la defensa de las ciudades, donde se colocaban en las murallas para incinerar a los soldados atacantes.

#### Cohetes
Durante la dinastía Ming se perfeccionó el diseño de los cohetes y se fabricaron cohetes multietapa y grandes baterías de cohetes. Los cohetes multietapa se introdujeron para el combate naval. Al igual que otras tecnologías, los conocimientos sobre cohetes se transmitieron a Oriente Medio y Occidente a través de los mongoles, donde los árabes los describían como "flechas chinas".

### Infantería

Retrato de un soldado chino

En el siglo II a. C., los Han comenzaron a producir acero a partir del hierro fundido. Se fabricaron nuevas armas de acero que dieron a la infantería china una ventaja en la lucha a corta distancia, aunque también se utilizaron espadas y cuchillas. La infantería china recibió una armadura (combate) extremadamente pesada para poder resistir las cargas de la caballería, unos 29,8 kg de armadura durante la dinastía Song.

### Caballería
La caballería estaba equipada con armadura pesada para aplastar una línea de infantería, aunque la caballería ligera se utilizaba para el reconocimiento. Sin embargo, los ejércitos chinos carecían de caballos y su caballería era a menudo inferior a la de sus oponentes de arqueros a caballo. Por lo tanto, en la mayoría de estas campañas, la caballería tenía que depender de la infantería para proporcionar apoyo. Entre la Jin y la dinastía Tang, se introdujeron en el combate los catafractos completamente blindados. Una innovación importante fue la invención del estribo. De temprana invención india, que permitió a los soldados de caballería ser mucho más eficaces en el combate; esta innovación se extendió posteriormente al este, norte y oeste a través de las poblaciones nómadas de Asia central y al oeste por los Avaros. Sin embargo, algunos creen que los nómadas del norte fueron los responsables de esta innovación.
Algunos autores, como Lynn White, afirman que el uso del estribo en Europa estimuló el desarrollo de los caballeros medievales que caracterizaron a la Europa feudal. Sin embargo, esta tesis fue discutida en la Gran Controversia del Estribo por historiadores como Bernard Bachrach, aunque se ha señalado que los jinetes carolingios pueden haber sido la caballería más experta de todas en su uso.

### Armas químicas
Durante la dinastía Han, los fabricantes estatales producían bombas fétidas y bombas de gas lacrimógeno que se utilizaron eficazmente para reprimir una revuelta en el año 178 d. C. También se emplearon materiales venenosos en cohetes y munición de ballesta para aumentar su eficacia.

### Logística
Los ejércitos chinos también se beneficiaron de un sistema logístico que podía abastecer a cientos de miles de hombres a la vez. Una importante innovación de los chinos fue la introducción de un eficaz arnés para caballos en el siglo IV a. C., atado al pecho en lugar de al cuello, una innovación que más tarde se amplió a un arnés de cuello. Esta innovación, junto con la carretilla, permitió el transporte a gran escala, lo que permitió la presencia de enormes ejércitos con cientos de miles de hombres en el campo de batalla.
Los ejércitos chinos también estaban respaldados por un vasto complejo de fábricas de armas. Las fábricas estatales producían miles de armas, aunque algunas dinastías (como la de los últimos Han) privatizaron su industria armamentística y adquirieron armas a comerciantes privados.

### Raciones
Durante la dinastía Han, los chinos desarrollaron métodos de conservación de alimentos para las raciones militares durante campañas como secar la carne en cecina y cocinar, asar y secar el grano.

## Mando

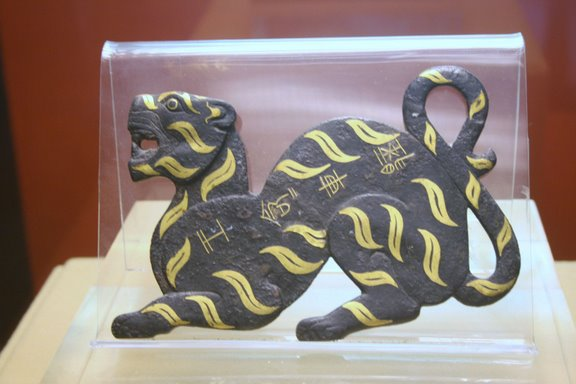
Un tiger tally o hǔfú (虎符), hecho de bronce con incrustaciones de oro, encontrado en la tumba del rey de Nanyue en Guangzhou, de la dinastía Han occidental, fechado en el Los talismanes de tigre se separaban en dos piezas, una la tenía el emperador y la otra se entregaba a un comandante militar como símbolo de la autoridad imperial y de la capacidad de mando de las tropas

En los primeros ejércitos chinos, el mando de los ejércitos se basaba en el nacimiento y no en el mérito. Por ejemplo, en el Estado de Qi  durante el periodo de Primaveras y Otoños (771 a. C. - 476 a. C.), el mando se delegaba en el gobernante, el príncipe heredero y el segundo hijo. En la época de los Estados Combatientes, los generales eran nombrados por sus méritos y no por su nacimiento, y la mayoría de ellos eran personas con talento que ascendían gradualmente en el escalafón.
Sin embargo, los ejércitos chinos a veces eran comandados por individuos que no eran generales. Por ejemplo, durante la dinastía Tang, el emperador instituyó la figura de los "supervisores del ejército", que espiaban a los generales e interferían en sus mandos, aunque la mayoría de estas prácticas fueron efímeras, ya que perturbaban la eficiencia del ejército.